# 中区 (広島市)
中区（なかく）は、広島市を構成する8つの行政区の一つ。1980年4月1日に、広島市の政令指定都市移行と同時に設置された。広島県庁及び広島市役所の所在地。

## 概要
1889年の広島市制施行時からの中心地区で、行政的に広島市のみならず、広島県・中国地方全体の中枢部でもある。
広島城周辺の基町・上八丁堀には国の合同庁舎・県庁・県警本部・裁判所など、広域を管轄する行政・司法機能が集積する。その南側の紙屋町・八丁堀エリアは中四国地方最大の繁華街として知られ、都市銀行・地方銀行・証券会社などの金融機関、企業の支店も多くある。隣接する流川は中四国随一の歓楽街である。また、白島地区はオフィスビルが多数建ち並ぶ。大手町は世界遺産・原爆ドームや広島市役所などがある。概ね国道2号線より南の舟入、江波、吉島、千田町辺りは住宅地として多くの住宅が立ち並ぶ。江波沖町や南吉島の湾岸地区は工業地区・準工業地区として工場も多くある。

## 地理

### 地勢

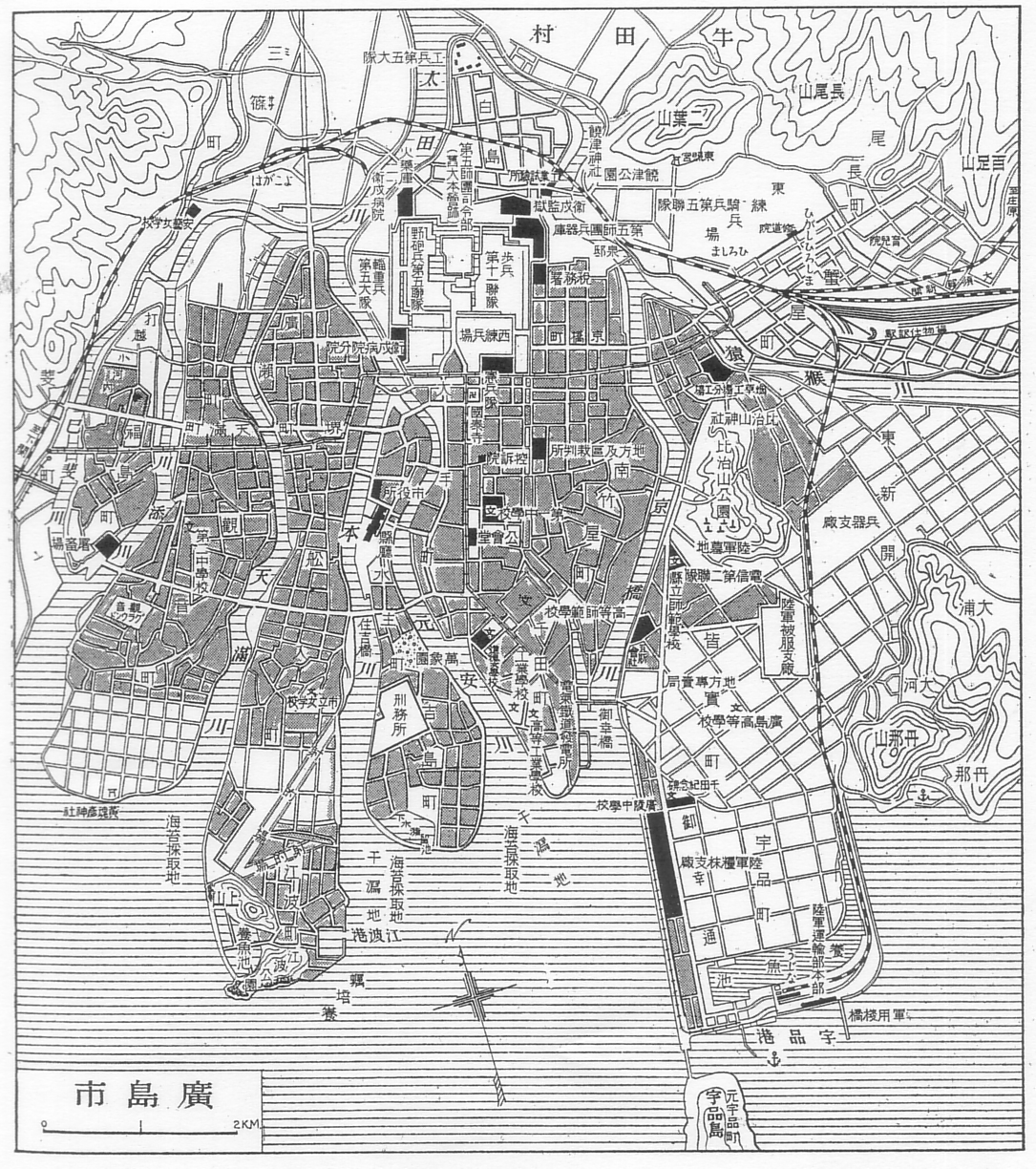
1930年頃（昭和5年頃）の廣島市地図。中央の大きな島とその左の2つの島が現在の中区に相当。吉島、江波の沖合と南区の出島はまだ埋め立てられていない。

広島市内を南流してきた太田川下流デルタ地帯を占める。江波皿山・江波山周辺を除くとほとんど平坦だが橋梁が多く存在する。砂州を埋め立てにより拡大し、地図上では3つの島（砂州）により構成される。

### 地形

#### 山地
主な山
- 江波山
- 江波皿山

#### 河川
主な河川
- 太田川水系
  - 天満川
  - 旧太田川（本川）
  - 元安川
  - 京橋川
  - 猿猴川

### 地域

#### 町名
町名五十音順
| - 榎町（えのまち） - 江波沖町（えばおきまち） - 江波栄町（えばさかえまち） - 江波西（えばにし）1～2丁目 - 江波二本松（えばにほんまつ）1～2丁目 - 江波東（えばひがし）1～2丁目 - 江波本町（えばほんまち） - 江波南（えばみなみ）1～3丁目 - 胡町（えびすちょう） - 大手町（おおてまち）1～5丁目 - 加古町（かこまち） - 銀山町（かなやまちょう） - 上幟町（かみのぼりちょう） - 上八丁堀（かみはっちょうぼり） - 紙屋町（かみやちょう）1～2丁目 - 河原町（かわらまち） - 小網町（こあみちょう） - 光南（こうなん）1～6丁目 - 国泰寺町（こくたいじまち）1～2丁目 - 小町（こまち） - 堺町（さかいまち） - 昭和町（しょうわまち） - 新天地（しんてんち） - 住吉町（すみよしちょう） - 千田町（せんだまち）1～3丁目 - 宝町（たからまち） | - 竹屋町（たけやちょう） - 立町（たてまち） - 田中町（たなかまち） - 鶴見町（つるみちょう） - 鉄砲町（てっぽうちょう） - 寺町（てらまち） - 十日市町（とうかいちまち）1～2丁目 - 土橋町（どはしちょう） - 中島町（なかじまちょう） - 中町（なかまち） - 流川町（ながれかわちょう） - 西川口町（にしかわぐちちょう） - 西十日市町（にしとうかいちまち） - 西白島町（にしはくしまちょう） - 西平塚町（にしひらつかちょう） - 猫屋町（ねこやちょう） - 幟町（のぼりちょう） - 白島北町（はくしまきたまち） - 白島九軒町（はくしまくけんちょう） - 白島中町（はくしまなかまち） - 羽衣町（はごろもちょう） - 橋本町（はしもとちょう） - 八丁堀（はっちょうぼり） - 東千田町（ひがしせんだまち） - 東白島町（ひがしはくしまちょう） - 東平塚町（ひがしひらつかちょう） | - 平野町（ひらのまち） - 広瀬北町（ひろせきたまち） - 広瀬町（ひろせまち） - 袋町（ふくろまち） - 富士見町（ふじみちょう） - 舟入川口町（ふないりかわぐちちょう） - 舟入幸町（ふないりさいわいちょう） - 舟入中町（ふないりなかまち - 舟入本町（ふないりほんまち） - 舟入町（ふないりまち） - 舟入南（ふないりみなみ）1～6丁目 - 堀川町（ほりかわちょう） - 本川町（ほんかわちょう）1～3丁目 - 本通（ほんどおり） - 三川町（みかわちょう） - 南千田西町（みなみせんだにしまち） - 南千田東町（みなみせんだひがしまち） - 南竹屋町 （みなみたけやちょう） - 南吉島（みなみよしじま）1～2丁目 - 基町（もとまち） - 薬研堀（やげんぼり） - 弥生町（やよいちょう） - 吉島新町（よしじましんまち）1～2丁目 - 吉島町（よしじまちょう） - 吉島西（よしじまにし）1～3丁目 - 吉島東（よしじまひがし）1～3丁目 |

地区名と概ね含まれる町名
- 江波（えば）

江波沖町（えばおきまち）・ 江波栄町（えばさかえまち）・ 江波西（えばにし）1～2丁目・ 江波二本松（えばにほんまつ）1～2丁目・ 江波東（えばひがし）1～2丁目・江波本町（えばほんまち）・江波南（えばみなみ）1～3丁目
- 鷹野橋（たかのばし）

大手町5丁目
- 白島（はくしま）

西白島町（にしはくしまちょう）・白島北町（はくしまきたまち）・白島九軒町（はくしまくけんちょう）・白島中町（はくしまなかまち）・東白島町（ひがしはくしまちょう）
- 舟入（ふないり）

西川口町（にしかわぐちちょう）・舟入川口町（ふないりかわぐちちょう）・舟入幸町（ふないりさいわいちょう）・舟入中町（ふないりなかまち）・舟入本町（ふないりほんまち）・舟入町（ふないりまち）・舟入南（ふないりみなみ）1～6丁目
- 吉島（よしじま）

光南（こうなん）1～6丁目・羽衣町（はごろもちょう）・南吉島（みなみよしじま）1～2丁目・吉島新町（よしじましんまち）1～2丁目・吉島町（よしじまちょう）・吉島西（よしじまにし）1～3丁目・吉島東（よしじまひがし）1～3丁目

### 人口

#### 人口の変遷
- 1980年 138,486
- 1985年 135,883
- 1990年 134,651
- 1995年 128,360
- 2000年 124,719
- 2005年 127,763
- 2010年 130,482
- 2015年 136,640
- 2020年 136,012

### 隣接行政区
東は京橋川を境に東区・南区、西は天満川を境に西区と接する。南は広島湾（瀬戸内海）に面している。区域の全域が三角州上にあり、他の区との陸地上における境界線を持たない。これは大阪市大正区も同様である。

## 歴史

### 沿革

#### 戦国時代
- 1589年（天正17年）、毛利輝元により太田川下流の中州に広島城が築城され、その周辺の埋め立て・治水工事も盛んに行われ城下町が成立。

以来、現在の中区一帯は広島のみならず、中国地方における中心業務地区 (CBD) として機能している。

## 政治

### 行政

#### 役所
- 広島市役所
  - 広島市中区役所 - 中区役所は広島市役所北棟である。

#### 県政機関
- 広島県庁舎

#### 国政機関
- 広島地方合同庁舎（広島国税局、広島法務局、中国財務局、中国運輸局、中国地方整備局）
- 広島地方法務合同庁舎（広島高等検察庁、広島地方検察庁、広島区検察庁）
- 広島市中環境事業所
- 出入国在留管理庁広島出入国在留管理局

## 国家機関

### 内閣府
警察庁
- 中国管区警察局（上八丁堀）警察庁管区警察局。中国地方の5県警を指導、広域捜査の調整をする。
- 広島拘置所
- 広島刑務所

### 環境省
- 中国四国地方環境事務所 広島事務所

### 経済産業省
- 中国経済産業局
- 産業保安監督部 中国四国産業保安監督部

### 厚生労働省
- 中国四国厚生局
- 広島労働局
  - 広島中央労働基準監督署
  - 広島公共職業安定所

### 国土交通省
- 中国運輸局
- 中国地方整備局

気象庁
- 中国地方予報区 広島地方気象台

### 財務省
- 中国財務局

国税庁
- 広島国税局
  - 広島東税務署

### 総務省
- 中国四国管区行政評価局
- 中国総合通信局

### 農林水産省
- 中国四国農政局 広島農政事務所

林野庁
- 近畿中国森林管理局 広島森林管理署

### 防衛省
- 中国四国防衛局

自衛隊
- 自衛隊広島地方協力本部

### 法務省
- 広島法務局

検察庁
- 広島高等検察庁
- 広島地方検察庁
- 広島区検察庁

出入国在留管理庁
- 広島出入国在留管理局

### 裁判所
- 広島高等裁判所
- 広島地方裁判所
- 広島家庭裁判所
- 広島簡易裁判所

## 施設

### 警察
本部
- 広島県警察（基町）- 広島県全域を管轄する。

警察署
- 広島中央警察署（基町）- 広島市中区と西区の一部を管轄し、13交番1警備派出所を有する。

### 消防
本部
- 広島市消防局（本部・大手町）

消防署
- 広島市中消防署（大手町、出張所：白島、基町、江波）

### 医療
主な病院
- 広島市立広島市民病院
- 広島市立舟入市民病院
- 広島市医師会千田町夜間急病センター
- 広島赤十字・原爆病院
- 広島記念病院
- 中電病院
- 広島はくしま病院
- 吉島病院
- 広島中央通り 香月産婦人科

### 郵便局
郵便番号は以下の通りとなっている。
- 広島中央郵便局：730-00xx、730-08xx、730-85xx、730-86xx、730-87xx、732-00xx、732-85xx、732-86xx、732-87xx（732-8501、8511、8564 - 8566、8568、8765を除く）

主な郵便局
- 広島中央郵便局
- 広島中郵便局
- 広島胡町郵便局
- 広島白島郵便局

### 文化施設
図書館
- 広島市立図書館
  - 広島市立中央図書館・広島市映像文化ライブラリー
  - 広島市立中区図書館
  - 広島市こども図書館
- 県立図書館
  - 広島県立図書館

公文書館
- - 広島市公文書館
  - 広島県立文書館

科学館
- 広島市こども文化科学館
- 広島市江波山気象館

劇場・ホール（1000人以上）
- 広島文化学園HBGホール（広島市文化交流会館大ホール・旧「広島厚生年金会館大ホール」）（2001席）
- 広島県立文化芸術ホール（上野学園ホール・旧「広島郵便貯金ホール」→「ALSOKホール」）（1730席）
- 広島国際会議場フェニックスホール（1504席）
- アステールプラザ大ホール（1204席）

美術館
- ひろしま美術館
- 広島県立美術館

資料館
- 広島平和記念資料館
- 国立広島原爆死没者追悼平和祈念館
- 広島城天守閣
- 広島逓信病院旧外来棟被爆資料室

### 交流施設
- 区民センターなど
- 広島市中区民文化センター（アステールプラザ）
- 広島県情報プラザ
- 広島国際会議場
- 広島市文化交流会館（旧「広島厚生年金会館」）
- 広島県民文化センター

### 運動施設
- 広島県立総合体育館
- 中央公園ファミリープール
- 吉島屋内プール
- 広島市吉島体育館
- コジマホールディングス中区スポーツセンター
- エディオンピースウイング広島

### 公園
- 江波山公園
- 江波皿山公園
- 千田公園（広島大学工学部跡地）
- 東千田公園（広島大学の東広島市への移転後の跡地を東千田公園として使用。被爆建物の広島大学旧理学部1号館を持つ）
- 広島市中央公園 - 市の条例（広島市公園条例第6条の3）では中央公園のうち広島城及びその周辺の区域を中央公園「広島城区域」として定める[1]（一般には「広島城公園」「広島城址公園」と呼ばれている）。
- 広島平和記念公園

## 経済

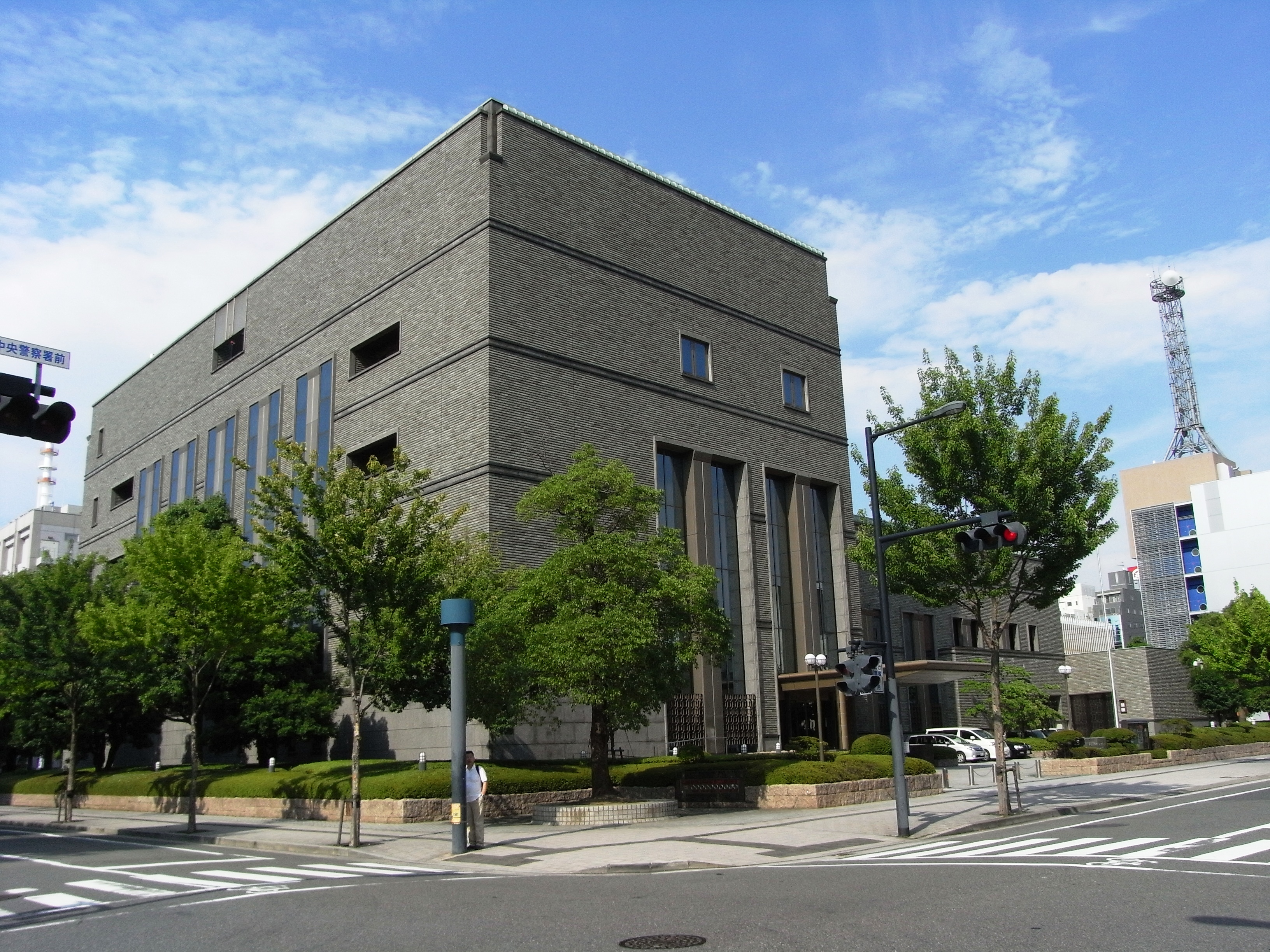
日本銀行広島支店

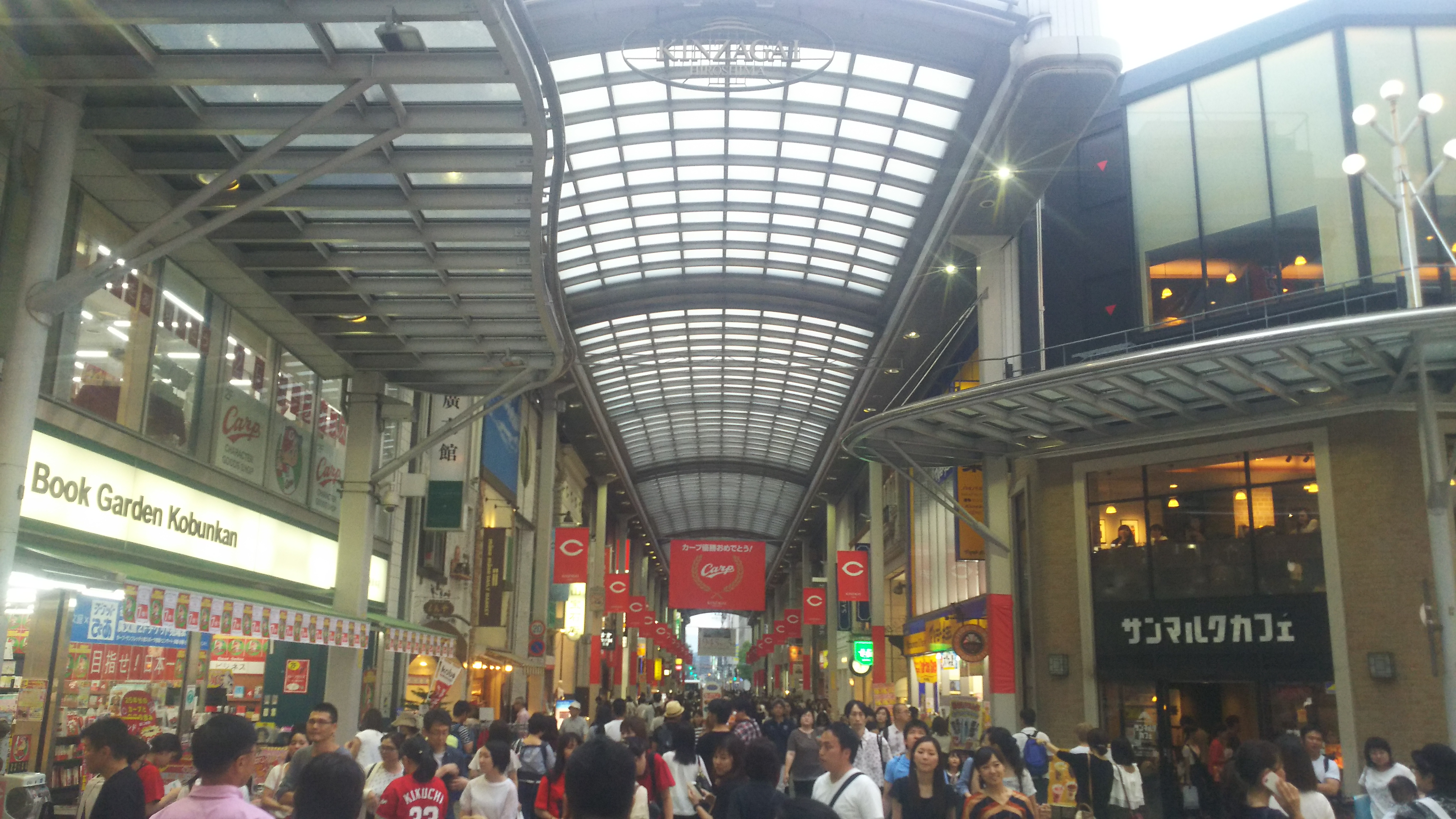
金座街（八丁堀）

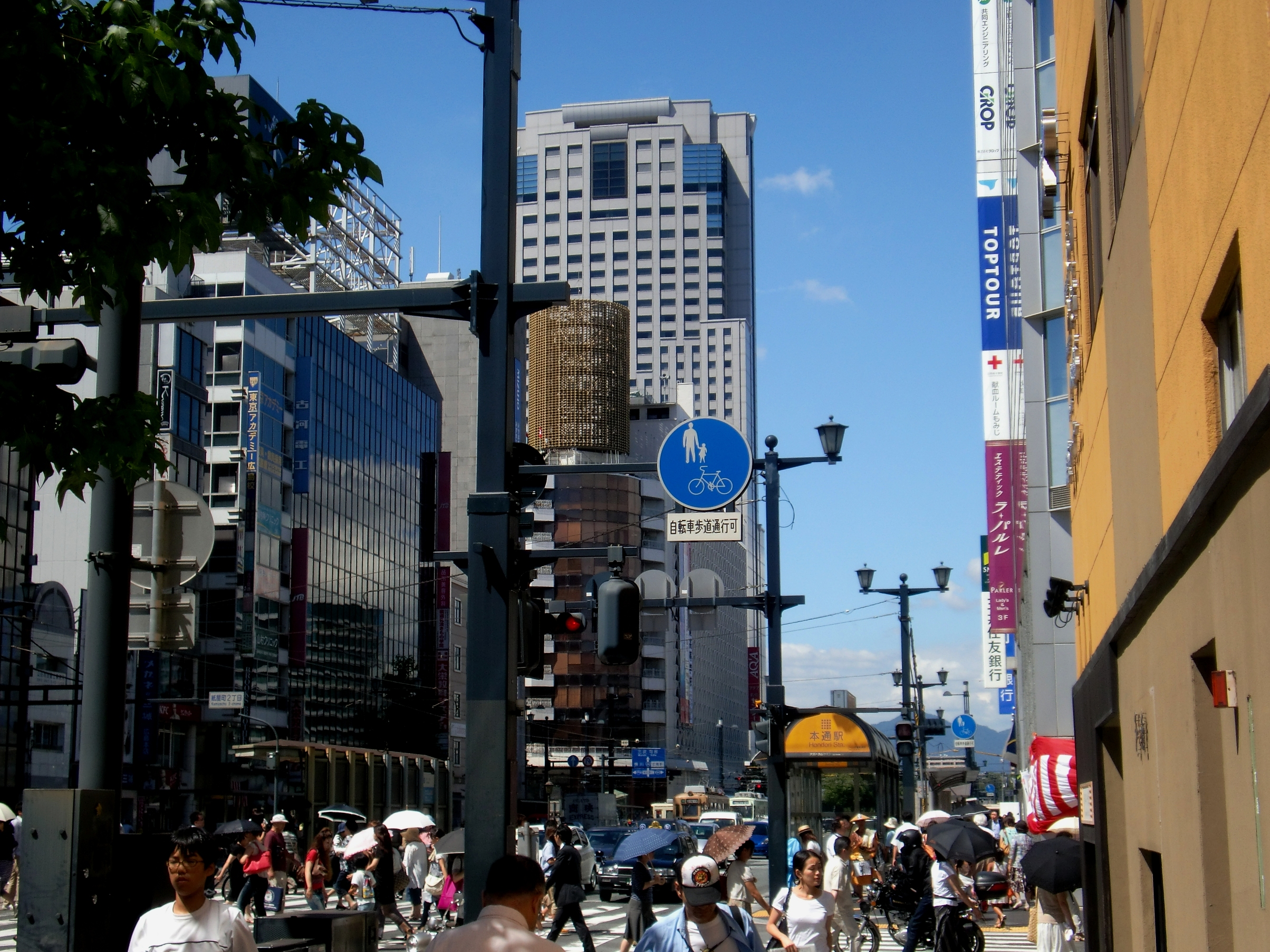
本通

### 第一次産業

#### 農業
中区内の農家数は3戸（2005年時点）で農地面積も極めて少なくなっている。

#### 水産業
旧太田川下流の江波地区ではカキの養殖が盛んであり、カキいかだも多く設置されている。

### 第二次産業

#### 工業
臨海部の埋立地には三菱重工業などの工場が立地する。

### 第三次産業

#### 商業
区中央部を東西に平和大通りが縦断し、これより北は商業地区として多くの商業施設や企業が存在している。また、相生通りより北は官公庁も多い。また中四国の営業拠点も多く置かれ、都市銀行などの金融機関の支店や関東や関西に本社を置く企業も多くは中区に支社を置いている。通勤・通学者も多く、昼間人口が夜間人口を上回っている。
主な商業施設
以下に記載する商業施設は大規模で広域集客力のある物に限定し、店舗の大まかな説明も記載している。百貨店はサテライト店舗でないもの、ショッピングセンターは原則10,000m2以上（参照）としている。ただし、施設が集積しているなどしている場合は、例外的に掲載している場合も有る。
- 広島センタービル（そごう広島店本館・広島バスセンター・アクア広島センター街）・基町クレド（そごう広島店新館・パセーラ・リーガロイヤルホテル広島） - 『広島そごう』は広島で最大の店舗面積を持つ百貨店であり、専門店街『センター街』を含む。基町クレドの『パセーラ』と一体化して大規模な商業施設を形成している。リーガロイヤルホテル広島は、平和公園に存在した新広島ホテル時代より広島の迎賓館的な宿泊施設だった。交通の要所にも隣接している。基町（紙屋町地区）にある。
- 広島三越 - 広島に初めて出店した全国区の百貨店。三越が運営する。元々中国新聞社本社があった経緯により、現在でも中国新聞の関連会社が建物を所有している。胡町（八丁堀地区）にある。
- 福屋八丁堀本店 - 広島で一番古い百貨店。館内には映画館『八丁座』がある。胡町（八丁堀地区）にある。
- 天満屋八丁堀ビル - 旧：天満屋広島店。2012年にヤマダデンキを核とする複合商業ビルに転換した。以前は、天満屋が広島地区に初めて出店した百貨店であった。胡町（八丁堀地区）にある。
- フジグラン広島 - フジ・リテイリングが出店しているショッピングセンター。開店当初は中四国最大の店舗面積を持つスーパーマーケットで、かつては広域集客もあった。宝町にある。
- サンモール - イズミが核テナントのファッションビル。広極商店街を前身に持つ。紙屋町にある。
- 広島パルコ（本館・新館） - ファッションビル。四国から来店する客もいるなど、商圏が広い。都市型店舗に位置づけられ、また中四国地方唯一の店舗で、本館・新館・広島ZERO GATEの3館で構成されている。本館は本通、新館・新館及びZERO GATEは新天地。それぞれ隣接している。
- ドン・キホーテ広島八丁堀店 - いづみ八丁堀店 → イズミ八丁堀店 → ウィズワンダーランド → ヤマダデンキテックランド広島中央本店 → ドン・キホーテ広島八丁堀店。スーパーのイズミの1号店。1986年に広島初のファッションビル『ウィズワンダーランド』に転換する。閉店後に2004年から2011年までヤマダデンキテックランド広島中央本店が入居。ヤマダデンキの天満屋八丁堀ビル進出に伴う閉店後の2012年にドン・キホーテが開店。新天地（八丁堀地区）にある。
- ハンズ広島店 - 都市型ホームセンター。開店時、中四国地方で初出店の店舗であった。八丁堀にある。
- エディオン広島本店 - 日本初の大型家電店舗。またエディオンの登記上本店所在地でもある。広島地区の家電売上高約1000億円のうち15％の約150億円を売り上げる。第一産業本店→ダイイチ本店→デオデオ本店→エディオン広島本店。紙屋町にある。
- アーバンビューグランドタワー - 広島市内で4番目の高さの超高層ビル。広島グランドホテル跡地。下層階は商業施設、上層階は居住スペースで、複合商業施設としての側面もある。上八丁堀にある。

商店街
- 広島本通商店街
- 広島金座街商店街
- えびす通り商店街
- 並木通り
- 広島市中の棚商店街
- 袋町裏通り
- タカノ橋商店街
- 紙屋町シャレオ
- 流川・薬研堀（中四国一の歓楽街としても有名）

かつて存在した施設
- 広島宝塚会館 - 映画館。施設老朽化のため2011年8月で閉館。跡地には再開発ビルが建設され、広島ワシントンホテルと広島パルコが営業している[3]。
- 広島朝日会館 → 広島スカラ座 - 基町にあった映画館。2003年の朝日会館閉館後に、スカラ座が移転した。2009年解体。
- ダイエー広島店 - 袋町にあったスーパー。建物自体は2008年頃まで存在した。解体され現在はユアーズと駐車場になっている。
- ユニード広島店 - 紙屋町にあったスーパー。1990年代まで存在した。
- 広島市民球場 (初代) - 基町に存在した球場。2010年まで存在した。
- 広島月華殿 - 国泰寺町にあった結婚式場。大阪市天王寺区にあった「月華殿」と同系列（直営かフランチャイズによる運営かは不明）。

### 中区の企業

#### 本社を置く企業
- アンデルセン（製パン）
- 中国新聞社
- 中国電力
- 福屋
- 広島銀行
- 広島県信用組合
- 広島市信用組合
- 広島信用金庫
- もみじ銀行
- 三島食品
- 三村松
- 広島電鉄（本社・千田町：千田車庫、江波営業所・江波：江波車庫
- 広島バス（本社・光南、吉島営業所・南吉島）

#### 拠点を持つ企業
- 三菱重工業広島製作所（江波沖町）
- NTTドコモ中国支社
- パイロットコーポレーション中四国営業所

## 情報・通信

### マスメディア

#### 新聞社
- 中国新聞
  - 太平洋戦争開戦直前まで芸備日日新聞があり、明治時代から大正時代初めまでは広島最大の部数だった。

#### 放送局
- NHK広島放送局（地上波テレビ・FMラジオ・AMラジオ）
- 中国放送（地上波テレビ・AMラジオ）
- 広島ホームテレビ（地上波テレビ）
- ふれあいチャンネル本社・中央支局（ケーブルテレビ）
  - 以前は「中国ケーブルビジョン」が置かれていた。合併で安佐北区より本社が移ってきた。
- FMチューピー（コミュニティFM）

2018年までは広島テレビ放送 （地上波テレビ）の本社も中区に存在したが、現在は東区に移転している。

## 生活基盤

### ライフライン

#### 電力
- 中国電力

#### 上下水道
水道施設
- 広島市水道局
  - 基町ポンプ場（基町）
  - 吉島ポンプ場（吉島西）
- 広島市下水道局
  - 江波水資源再生センター（旧称 江波下水処理場/江波西）
  - 千田水資源再生センター（旧称 千田下水処理場/南千田東町・南千田西町）

#### 電信
- NTT西日本

市外局番
- 市外局番は区内全域082になる。

## 教育

### 大学
国公立
- 広島大学 東千田キャンパス
  - 現在、夜間学科が残るほか、放送大学の施設としても使われている。以前、大半の施設が当地にあったが、大半が東広島市へ移転。必要な施設以外、跡地を東千田公園や広島県情報プラザ、千田公園などで使用している。跡地内には被爆建物の広島大学旧理学部1号館がある。
- 叡啓大学

私立
- エリザベト音楽大学（幟町）
- 広島国際大学 広島キャンパス（幟町）
- 広島国際学院大学 立町キャンパス（立町）
- 広島工業大学 広島キャンパス（中島町）
- 放送大学 広島学習センター（東千田町） - 広島大学東千田キャンパスに併設している

### 専修学校
私立
| - 石田あさきトータルファッション専門学校 - トリニティカレッジ 広島医療福祉専門学校 - 広島アニマルケア専門学校 - 広島会計学院電子専門学校（学校法人上野学園系列） - 広島外語専門学校（学校法人上野学園系列） - 広島県理容美容専門学校 - 広島高等歯科衛生士専門学校 - 広島ビジネス専門学校（学校法人上野学園系列） | - 広島美容専門学校（学校法人上野学園系列） - 広島ファッション専門学校 - 広島Law&Business専門学校 - 広島YMCA健康福祉専門学校 - 広島YMCA国際ビジネス専門学校 - 文化服装学院 広島校 - マインドビューティーカレッジ |

### 高等学校
| 公立 - 広島市立基町高等学校（西白島町） - 広島市立舟入高等学校（舟入南） - 広島県立広島国泰寺高等学校（国泰寺町） - 広島県立広島商業高等学校（舟入南） - 広島県立西高等学校（通信制）（国泰寺町） - 広島市立大手町商業高等学校（夜間定時制）（大手町） - 広島市立広島みらい創生高等学校（大手町） | 私立 - 広島女学院高等学校（上幟町） - 修道高等学校（南千田西町） - 安田学園安田女子高等学校（白島北町） - 並木学院高等学校（通信制）（小町） - 鶴学園デネブ高等学校（通信制）（中島町）：閉校 - 屋久島おおぞら高等学校（通信制）（橋本町） |

### 中学校
| 公立 - 広島市立江波中学校（江波西） - 広島市立国泰寺中学校（国泰寺町） - 広島市立幟町中学校（上幟町） - 広島市立吉島中学校（吉島東） | 私立 - 広島女学院中学校（上幟町） - 修道中学校（南千田西町） - 安田学園安田女子中学校（白島北町） |

### 小学校
公立
| - 広島市立江波小学校（江波南） - 広島市立神崎小学校（舟入中町） - 広島市立千田小学校（東千田町） - 広島市立竹屋小学校（鶴見町） - 広島市立中島小学校（加古町） - 広島市立幟町小学校（幟町） - 広島市立白島小学校（西白島町） | - 広島市立広瀬小学校（広瀬町） - 広島市立袋町小学校（袋町） - 広島市立舟入小学校（舟入南） - 広島市立本川小学校（本川町） - 広島市立基町小学校（基町） - 広島市立吉島小学校（吉島西） - 広島市立吉島東小学校（吉島東） |

私立
- 安田学園安田小学校（白島北町）
- 広島三育学院小学校（竹屋町）

### 幼稚園
公立
- 広島市立基町幼稚園（基町）

私立
| - 栄光幼稚園（江波西） - 流川幼稚園（上幟町） - 聖母幼稚園（幟町） - 広島中央幼稚園（国泰寺町） - 広島三育学院幼稚園（竹屋町） | - たちばな幼稚園（千田町） - 本川幼稚園（本川町） - 慈光幼稚園（吉島西） - 吉島幼稚園（光南） - 安田女子短期大学付属幼稚園（白島北町） |

### 保育園
公立
| - 広島市立基町保育園（基町） - 広島市立竹屋保育園（鶴見町） - 広島市立吉島保育園（吉島西） - 広島市立本川保育園（本川町） | - 広島市立神崎保育園（舟入本町） - 広島市立舟入保育園（舟入南） - 広島市立江波保育園（江波南） - 広島市立江波第二保育園（江波東） |

私立
| - 保育園ゆりかご（大手町） - 中島保育園（中島町） - 千田保育園（千田町） - 報恩保育園（舟入幸町） - ルーテル保育所（鶴見町） | - 広島YMCA保育園（八丁堀） - かおる保育園（寺町） - 真和保育園（寺町） - 順正寺保育園（吉島新町） - ともえ保育園（白島北町） |

### 特別支援学校
公立
- 広島県立広島南特別支援学校（吉島東）

### 学校教育以外の施設
公共職業能力開発施設
- 独立行政法人高齢・障害・求職者雇用支援機構 広島支部 広島職業能力開発促進センター（光南）

## 交通

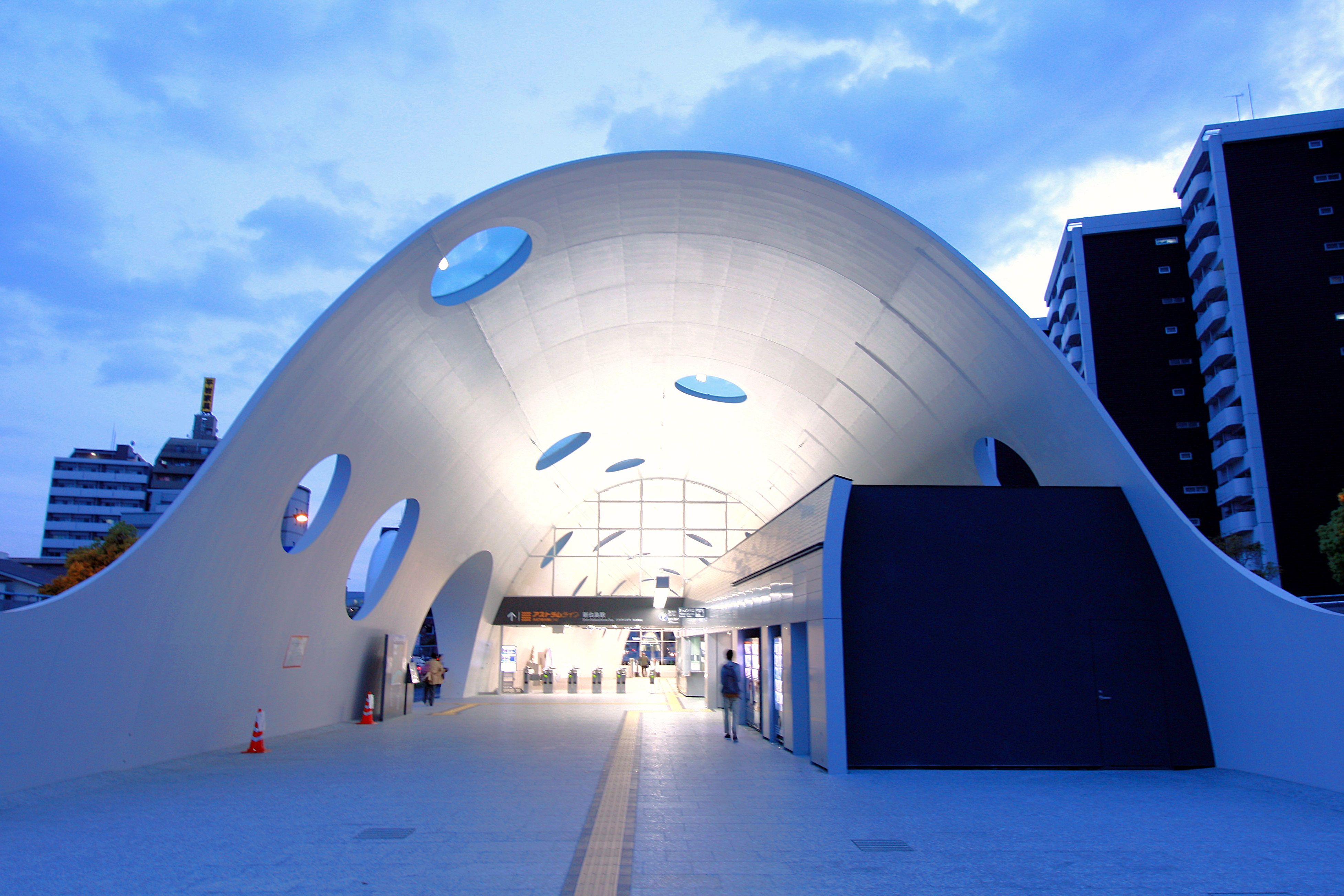
新白島駅

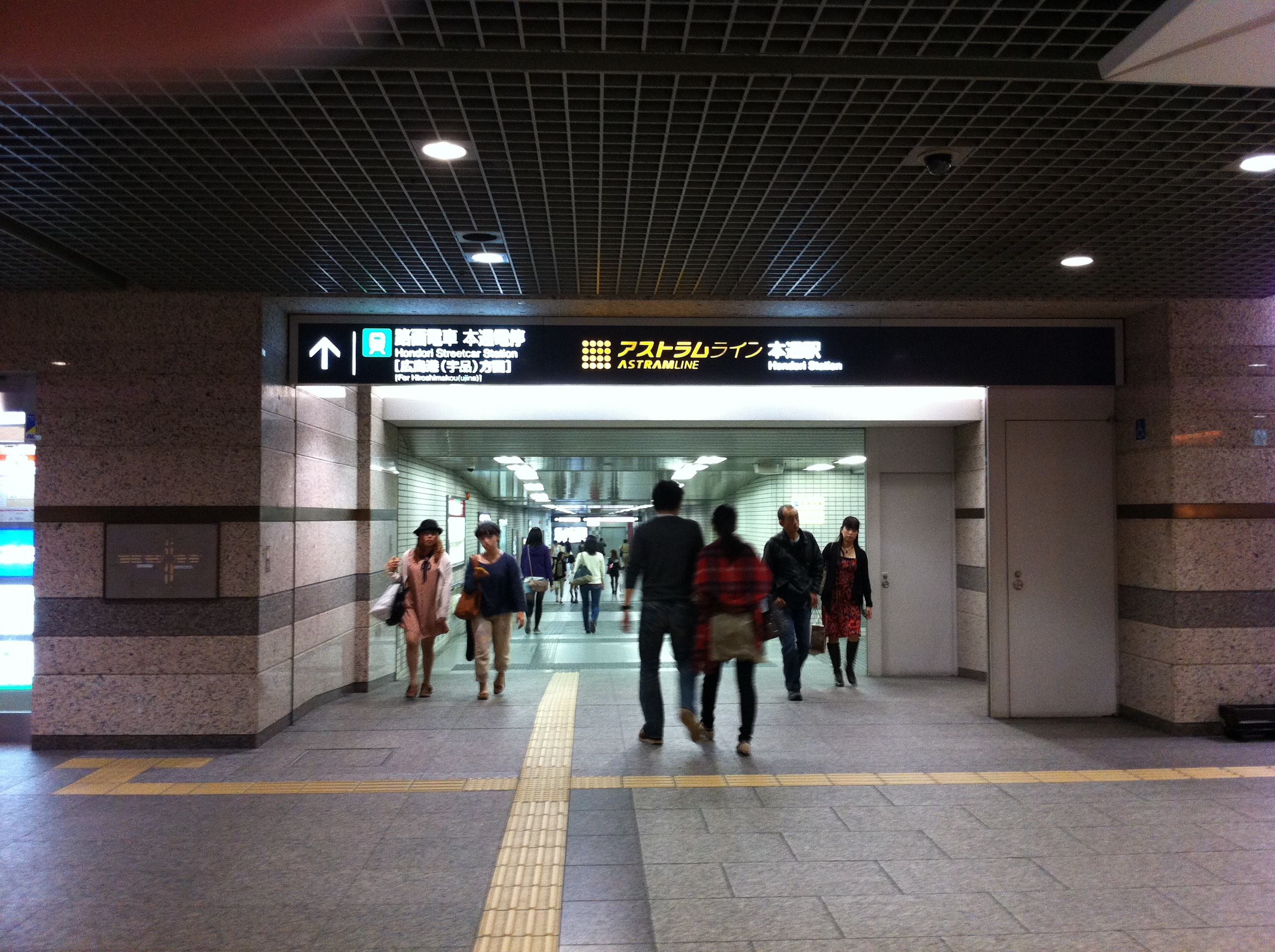
本通駅

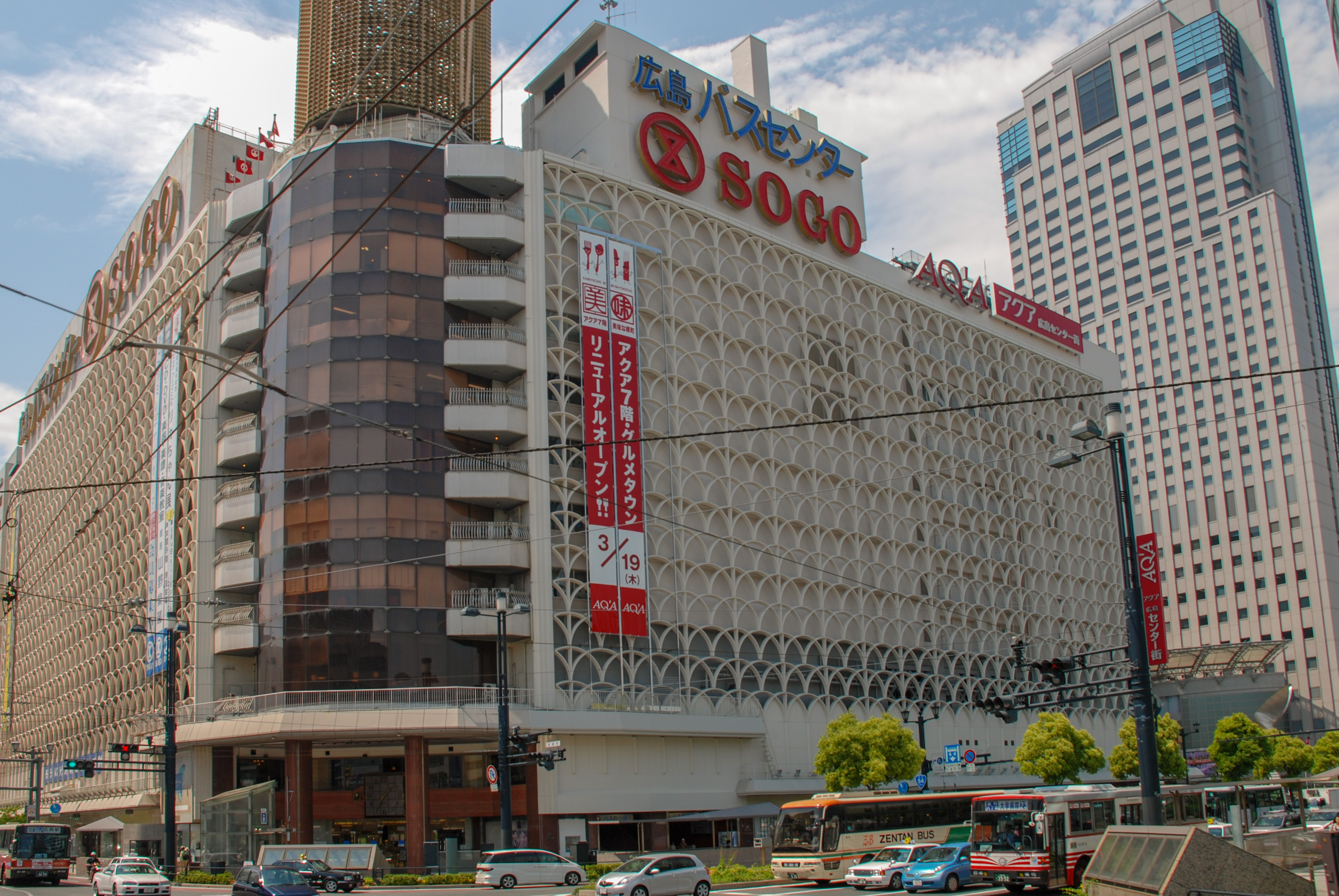
広島バスセンター

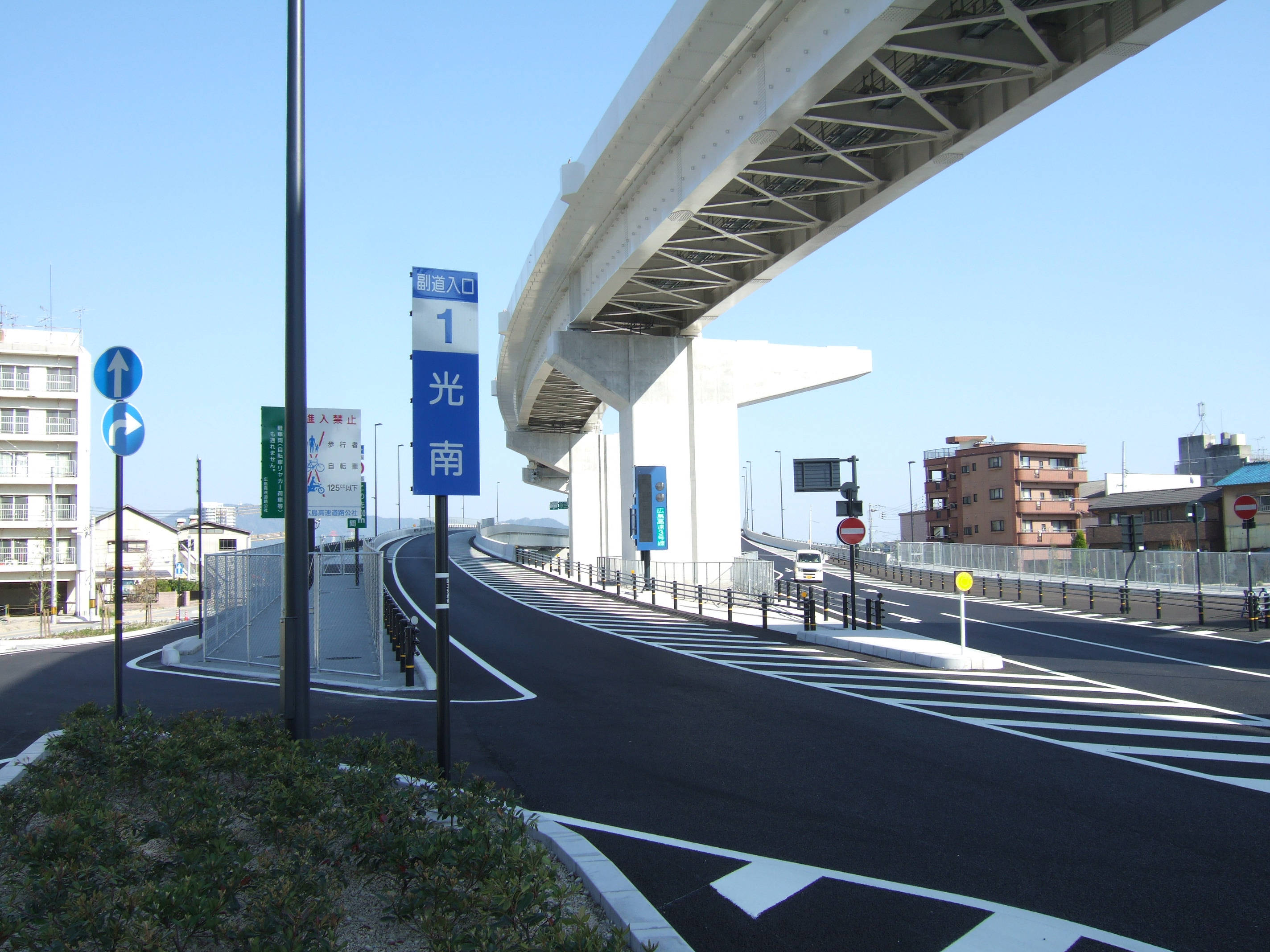
広島高速3号線
吉島出入口

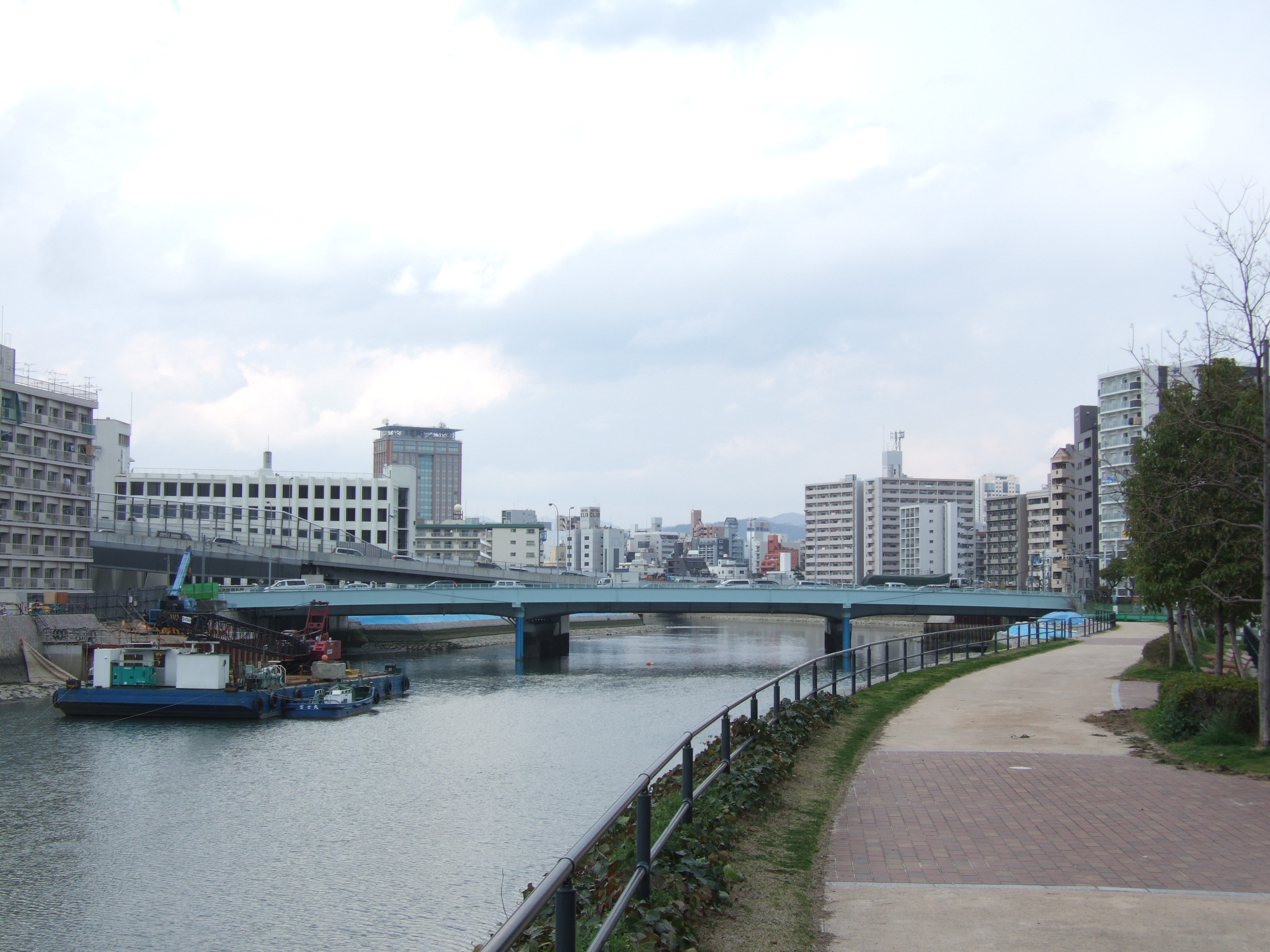
新観音橋

### 鉄道
西日本旅客鉄道（JR西日本）
- 山陽本線: 新白島駅

広島電鉄（広電）
- 本線
- 江波線（全線区内）
- 横川線
- 白島線（全線区内）
- 宇品線

広島高速交通（アストラムライン）
- 広島高速交通広島新交通1号線：本通駅 - 県庁前駅 - 城北駅 - 新白島駅 - 白島駅

### バス
基町の広島バスセンターには多くの郊外路線、高速バスが乗り入れている。バスのりばも参照。また、市内の路線の多くは紙屋町・八丁堀を経由している。

#### 路線バス
- 広電バス
- 広島バス
- 広島交通
- 中国JRバス
- 第一交通

### 道路

#### 高速道路
- 広島高速道路
  - 広島高速3号線（広島南道路） - 吉島出入口 - 江波出入口（設置予定）

#### 国道
- 国道2号
- 国道54号
- 国道183号

#### 県道
- 広島県道37号広島三次線
- 広島県道84号東海田広島線
- 広島県道164号広島海田線
- 広島県道243号広島港線
- 広島県道265号伴広島線

#### 市道
主な市道
- 広島市道横川江波線
- 平和大通り（広島市道比治山庚午線）- 毎年5月3日～5日には平和記念公園および平和大通りでひろしまフラワーフェスティバルが開催される。
- 広島市道中島吉島線
- 広島市道駅前吉島線
- 広島市道駅前観音線
- 広島市道霞庚午線
- 広島市道吉島観音線
- 広島市道中広宇品線
- 広島市道天満矢賀線
- 広島市道御幸橋三篠線（白島通り・中央通り・御幸橋西詰通り）

#### 橋梁
| - 中区 - 旧太田川 - 空鞘橋 - 相生橋 - 本川橋 - 西平和大橋 - 中島神崎橋 - 新住吉橋 - 住吉橋 - 舟入橋 - 吉島橋 - 元安川 - 元安橋 - 平和大橋 - 万代橋 - 新明治橋 - 明治橋 - 南大橋 - 南千田橋 - 江波地区 - 江波橋 | - 西区から - 旧太田川 - 北大橋 - 三篠橋 - 天満川 - 横川橋 - 横川新橋 - 中広大橋 - 広瀬橋 - 天満橋 - 広電天満橋 - 緑大橋 - 観船橋 - 新観音橋 - 南観音橋 - 新昭和大橋/昭和大橋 | - 南区から - 京橋川 - 常盤橋 - 栄橋 - 上柳橋 - 京橋 - 稲荷大橋 - 柳橋 - 東広島橋 - 鶴見橋 - 比治山橋 - 平野橋 - 御幸橋 - 宇品橋 - 元安川・京橋川 - 元安川大橋 - 東区から - 京橋川 - 新こうへい橋 - 工兵橋 - 牛田大橋 - 神田橋 |

### 航路

#### 港湾
- 広島ボートパーク - 吉島南水面貯木場跡地のマリーナ。南区の広島港と一体的に捉えた「みなとオアシス広島」[4] の施設の一つ。

## 観光

### 名所・旧跡
主な神社
- 広島護国神社
- 胡子神社 - 毎年11月に3大祭の一つ胡子大祭が行われる。
- 住吉神社 - 毎年7月に3大祭の一つ「住吉大祭」が行われる。
- 白神社

主な寺院
- 福昌山慈善院圓隆寺（とうかさん） - 毎年6月に3大祭の一つ「とうかさん」が行われる。
- 本願寺広島別院

主な教会
- 世界平和記念聖堂
- 日本基督教団広島流川教会

### 世界遺産・文化財
広島市の文化財(1)　有形文化財：建造物・広島市の文化財(10)　記念物：史跡・広島市の文化財(11)　記念物：名勝・広島市の文化財(12) 記念物：天然記念物・広島市の文化財(13)　登録文化財 より。
- 世界遺産
  - 原爆ドーム（被爆建造物・国指定の史跡でもある）
- 重要文化財（国指定）
  - 世界平和記念聖堂（DOCOMOMO JAPAN選定 日本におけるモダン・ムーブメントの建築にも選定）
  - 広島平和記念資料館（「本館」が指定、DOCOMOMO JAPAN選定 日本におけるモダン・ムーブメントの建築・公共建築百選にも指定）
- 史跡（国指定）
  - 原爆ドーム
  - 広島城
  - 頼山陽史跡資料館

### 観光スポット
- 名勝（国指定）
  - 広島平和記念公園（日本の歴史公園100選、DOCOMOMO JAPAN選定 日本におけるモダン・ムーブメントの建築にも選定）
  - 縮景園（日本の歴史公園100選にも選定）
- 日本の歴史公園100選
  - 縮景園
  - 広島市中央公園
  - 広島平和記念公園
- 公共建築百選
  - 広島県庁舎
  - 広島平和記念資料館・広島国際会議場（広島平和記念資料館本館は重要文化財にも指定）
- DOCOMOMO JAPAN選定 日本におけるモダン・ムーブメントの建築
  - 広島平和記念資料館および平和記念公園
  - 世界平和記念聖堂
  - 広島逓信病院旧外来棟被爆資料室（被爆建造物でもある）
  - 市営基町高層アパート
- 重要有形文化財（市指定）
  - 江波山気象館 (旧・広島地方気象台)（被爆建造物でもある）
  - 旧日本銀行広島支店（被爆建造物でもある）
- 史跡（市指定）
  - 旧国泰寺愛宕池
- 史跡・天然記念物（市指定）
  - 白神社の岩礁
- 天然記念物（市指定）
  - 江波山のヤマザクラ

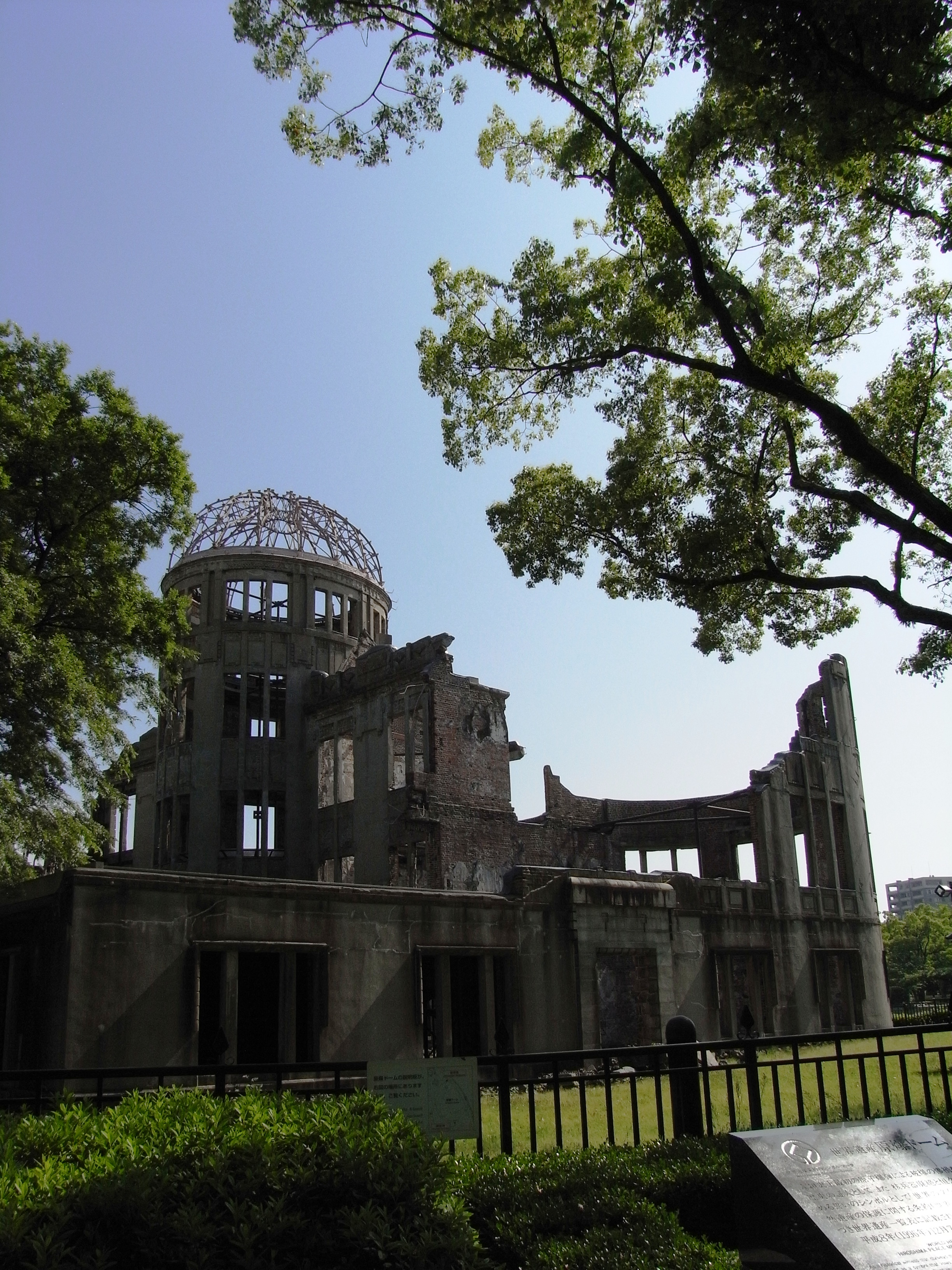
原爆ドーム
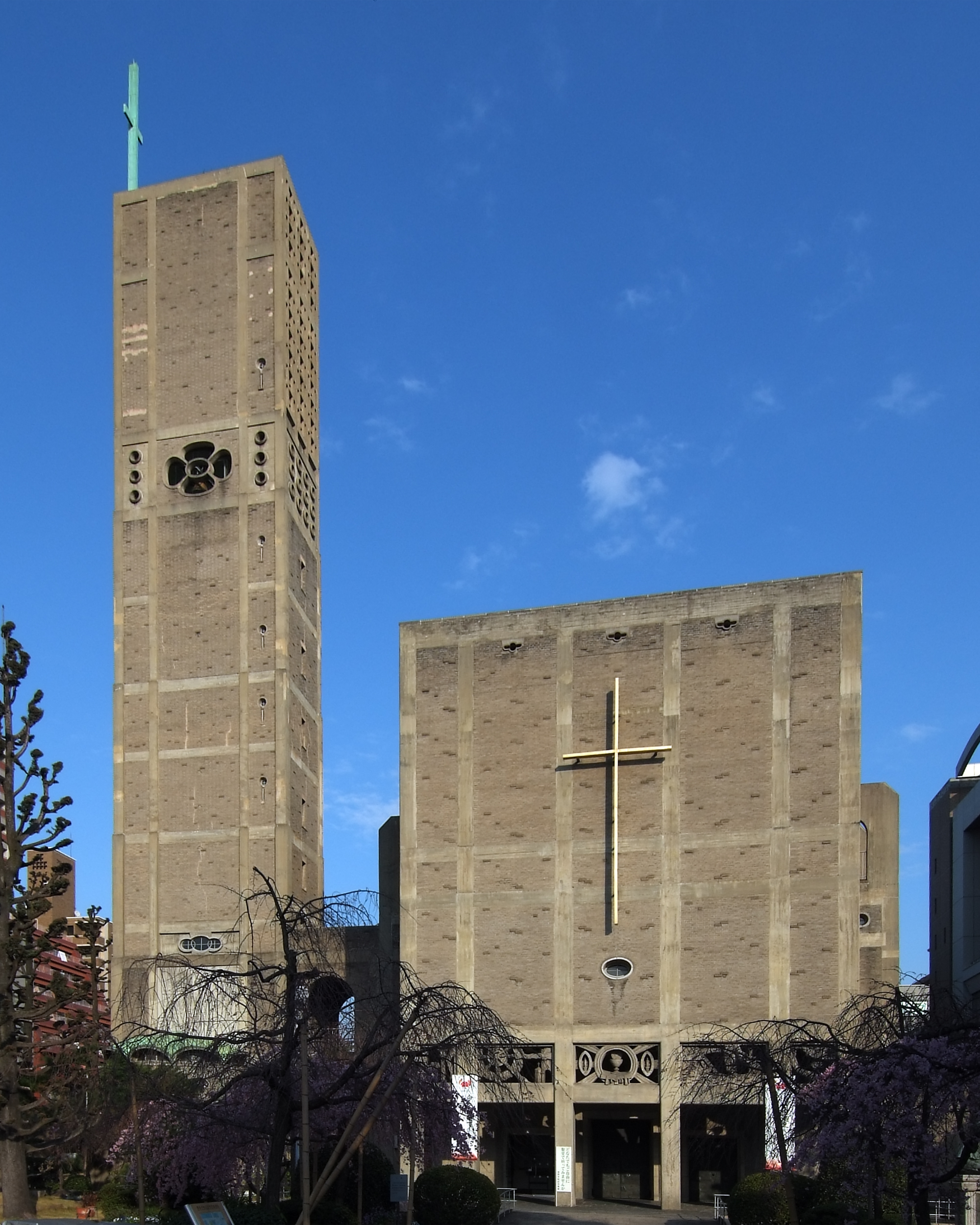
世界平和記念聖堂
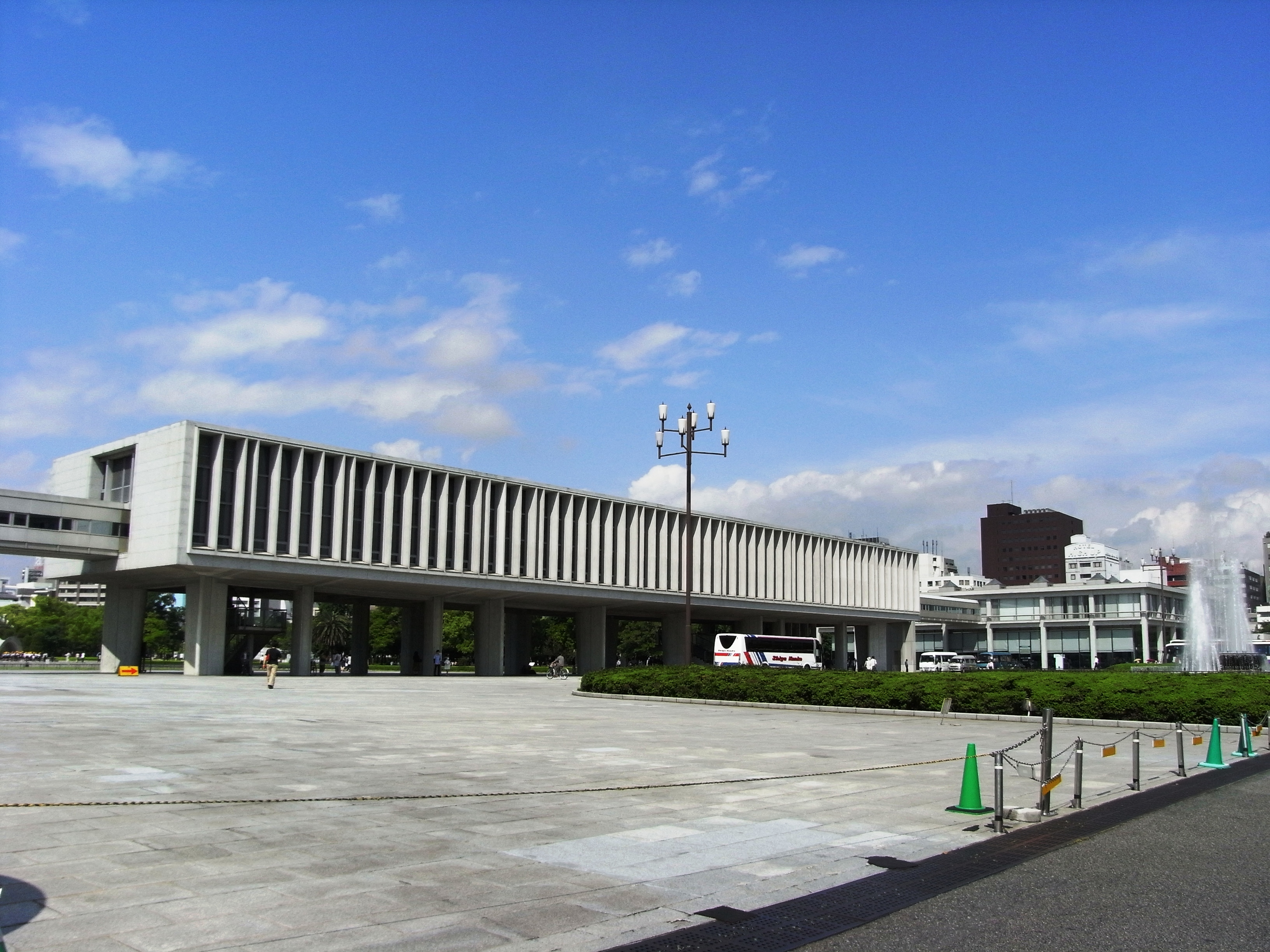
広島平和記念資料館本館
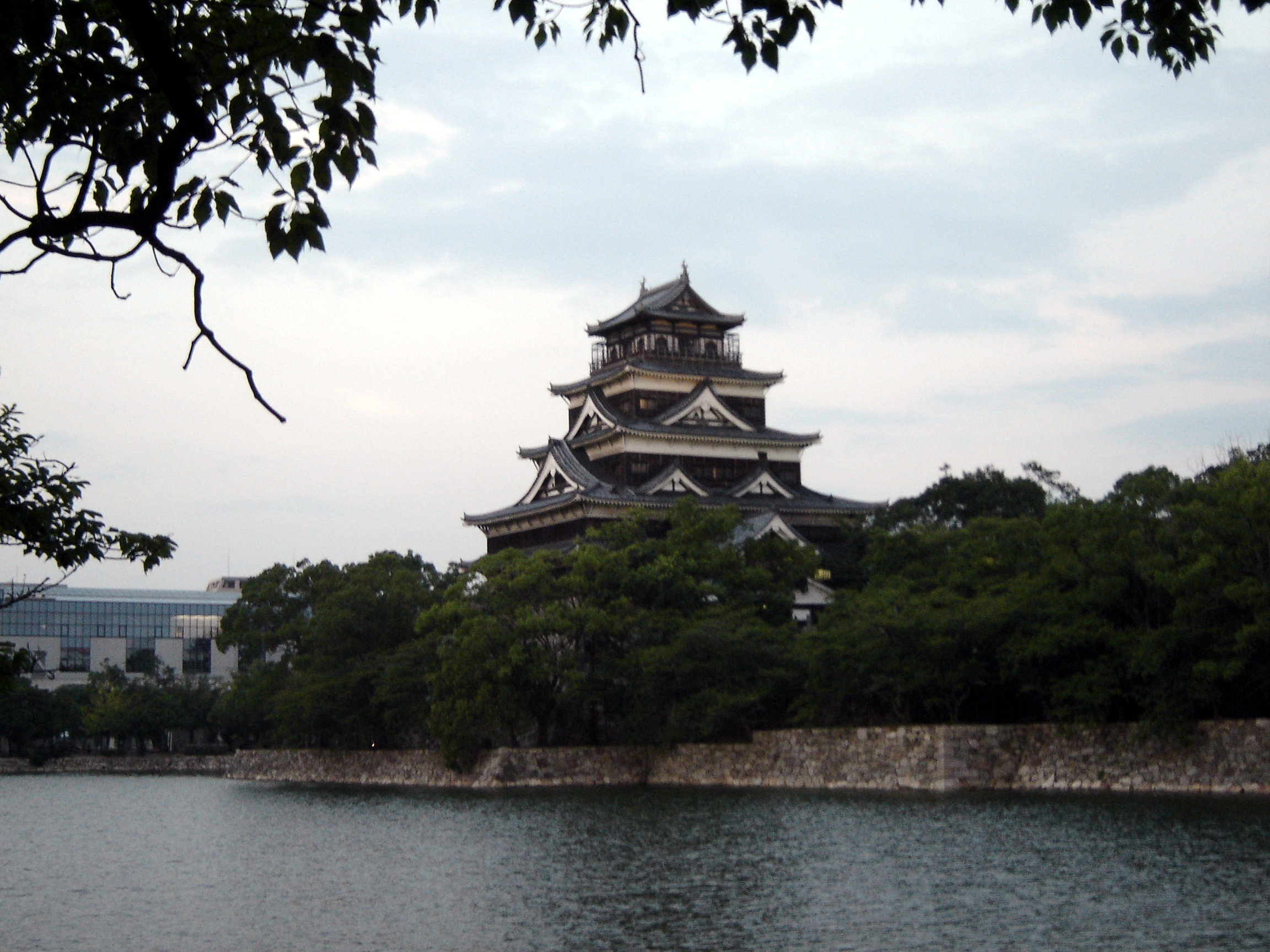
広島城
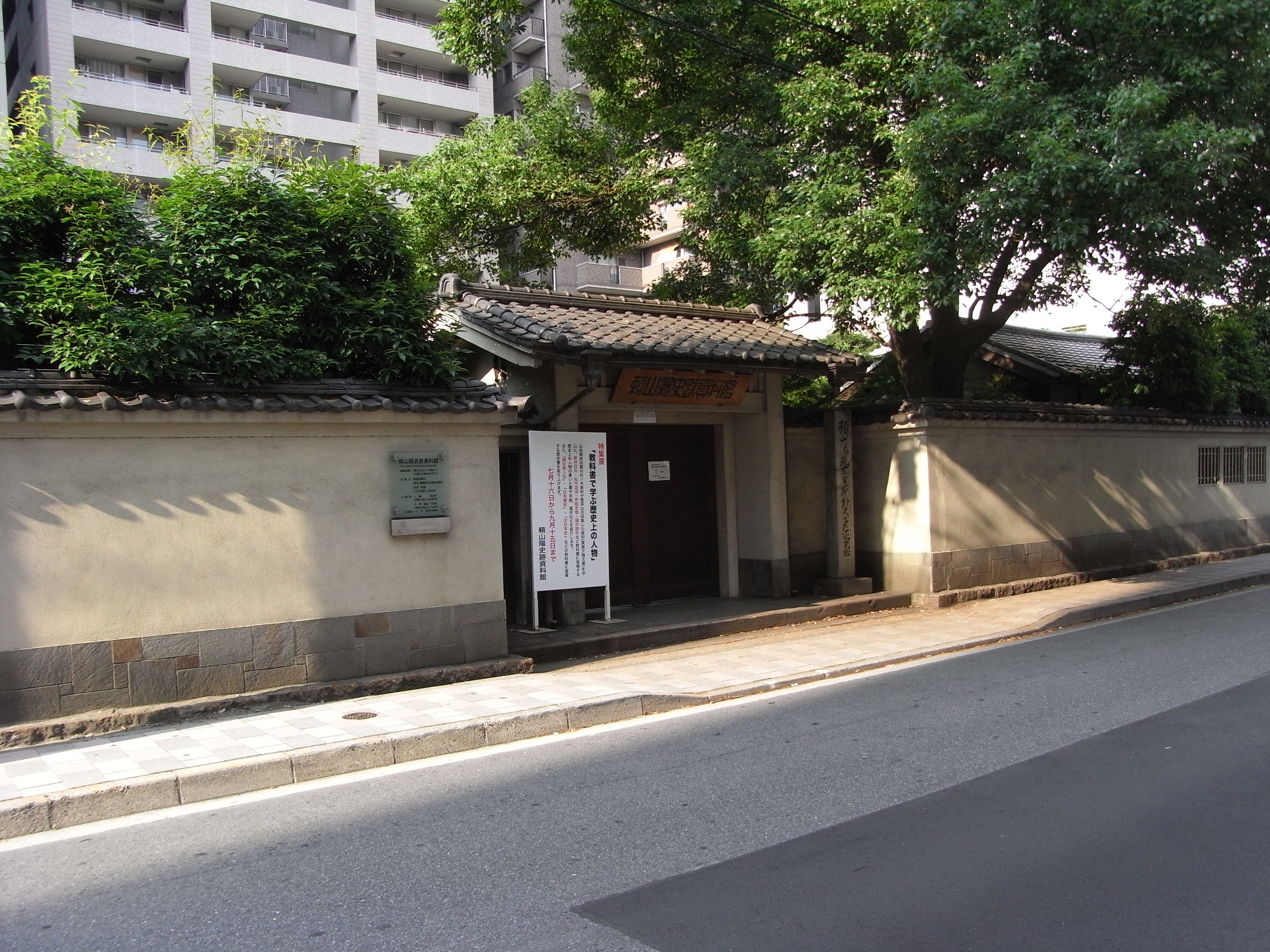
頼山陽史跡資料館
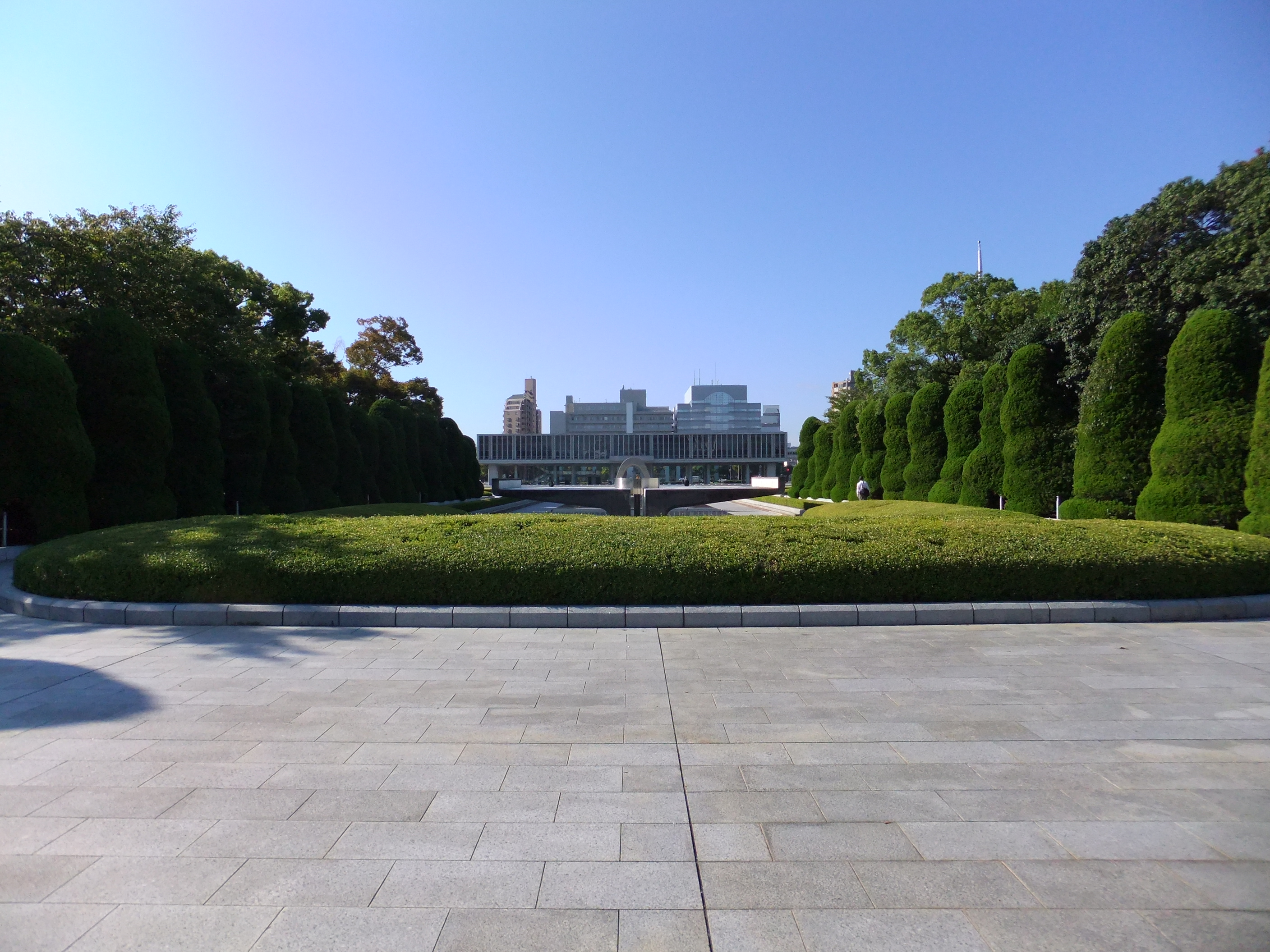
広島平和記念公園
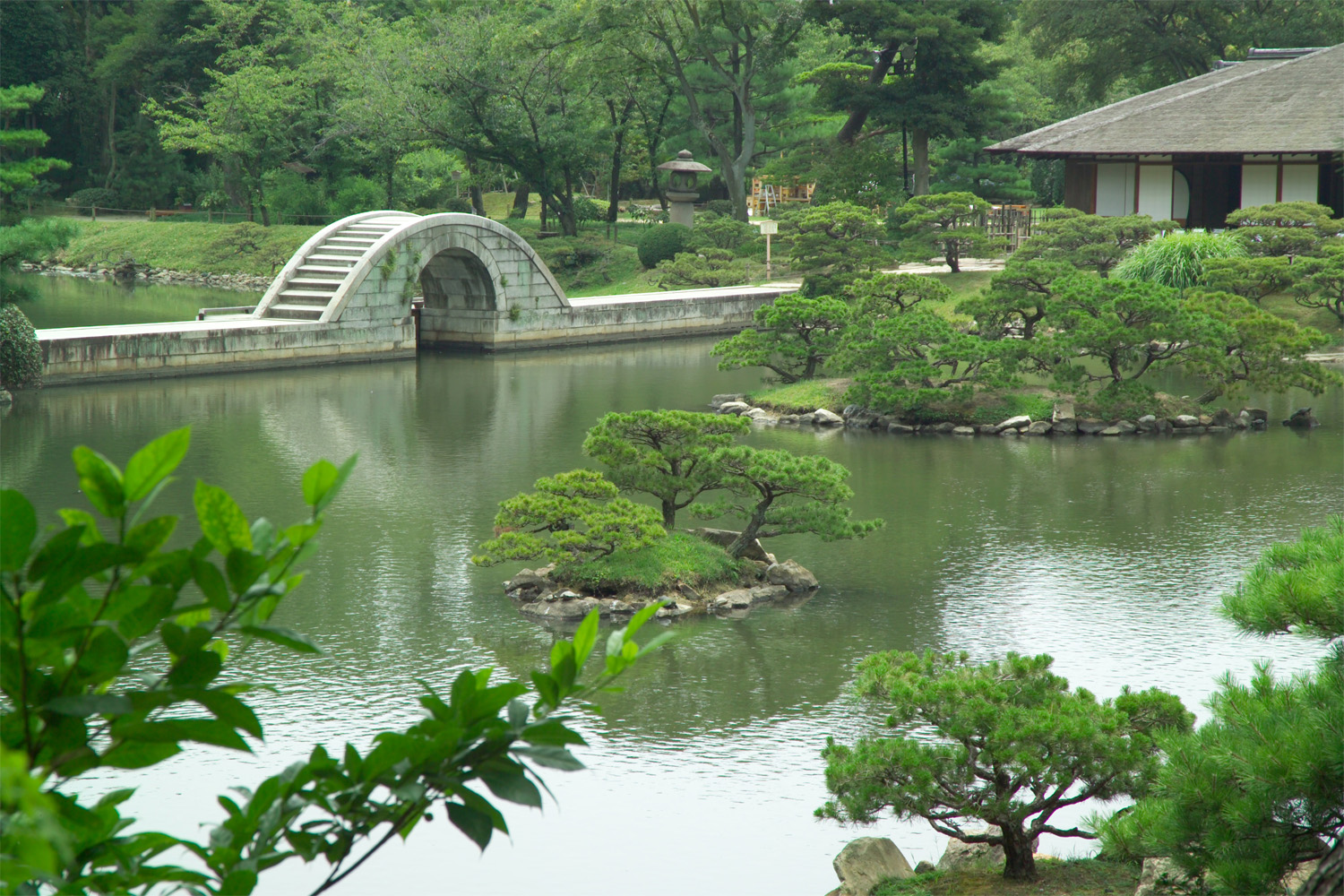
縮景園 跨虹橋
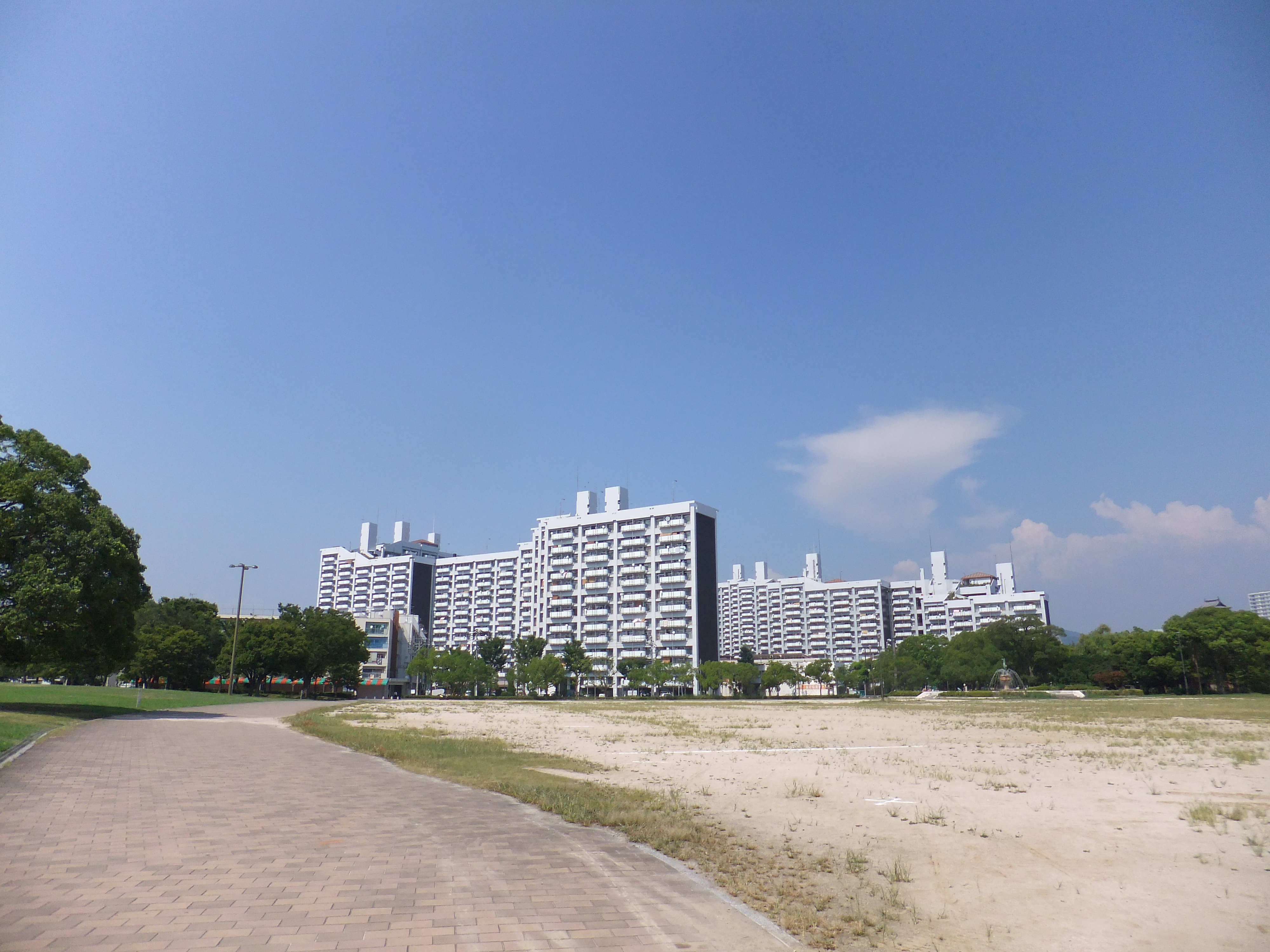
広島市中央公園
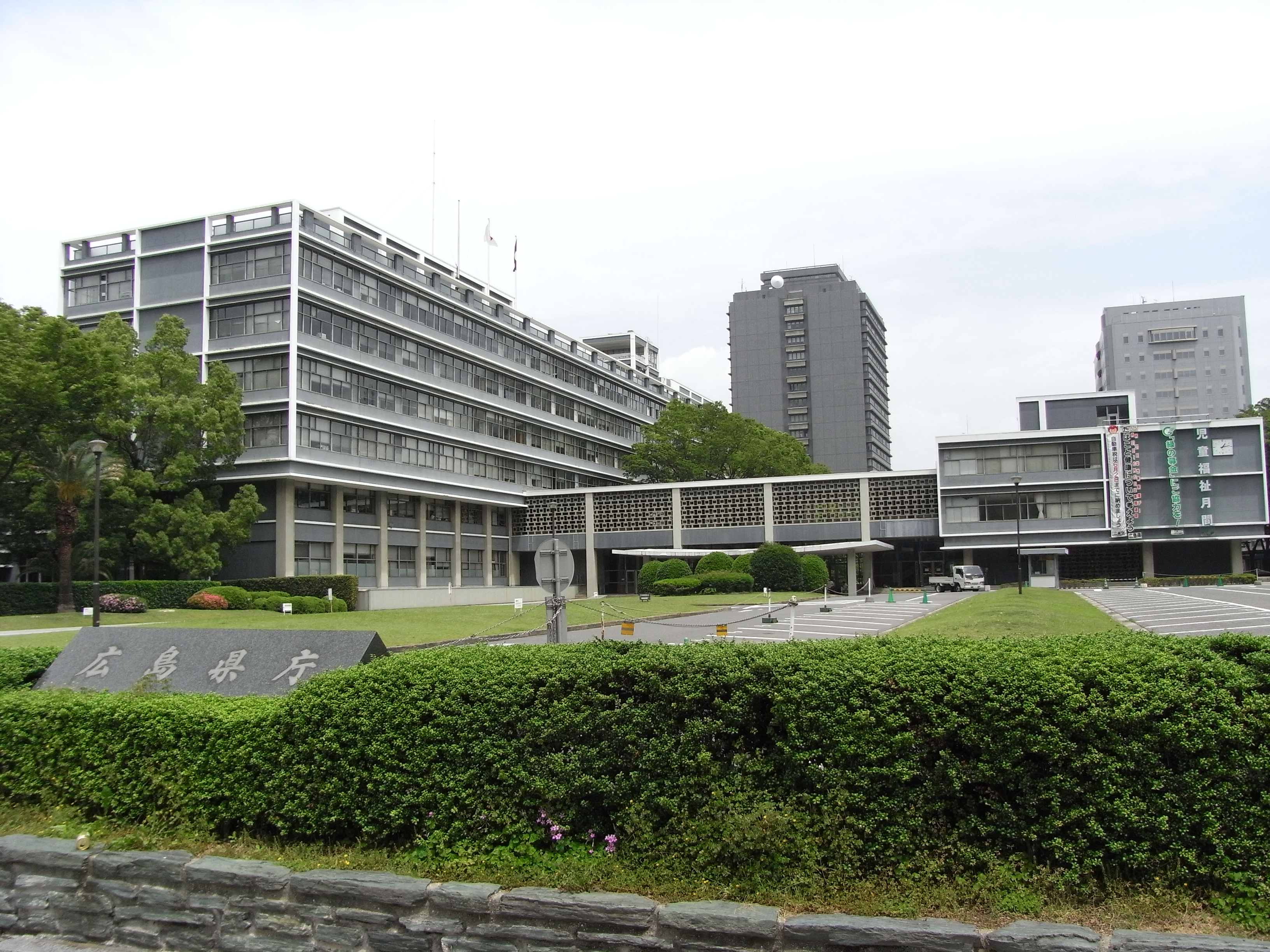
広島県庁舎
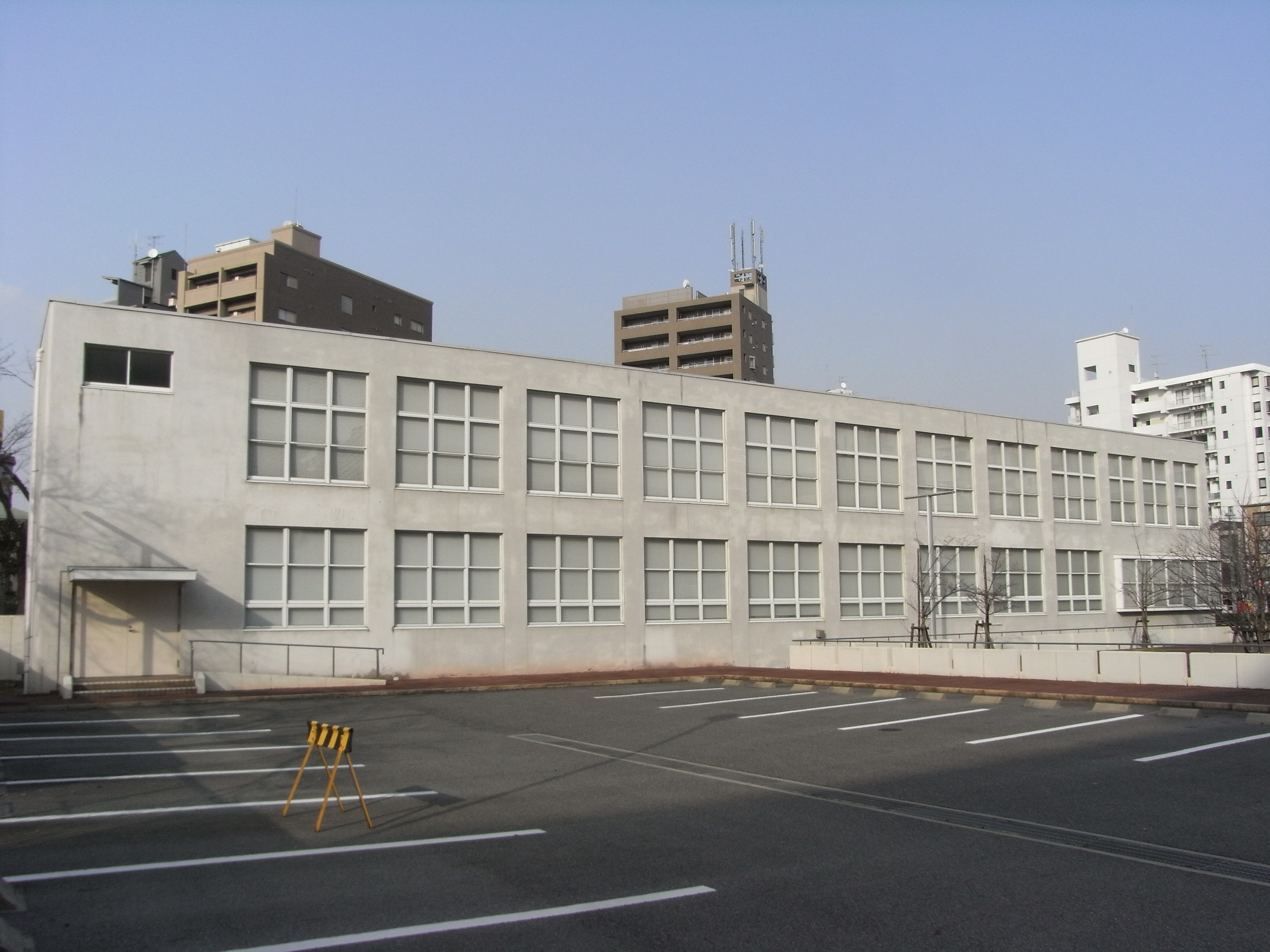
広島逓信病院旧外来棟被爆資料室
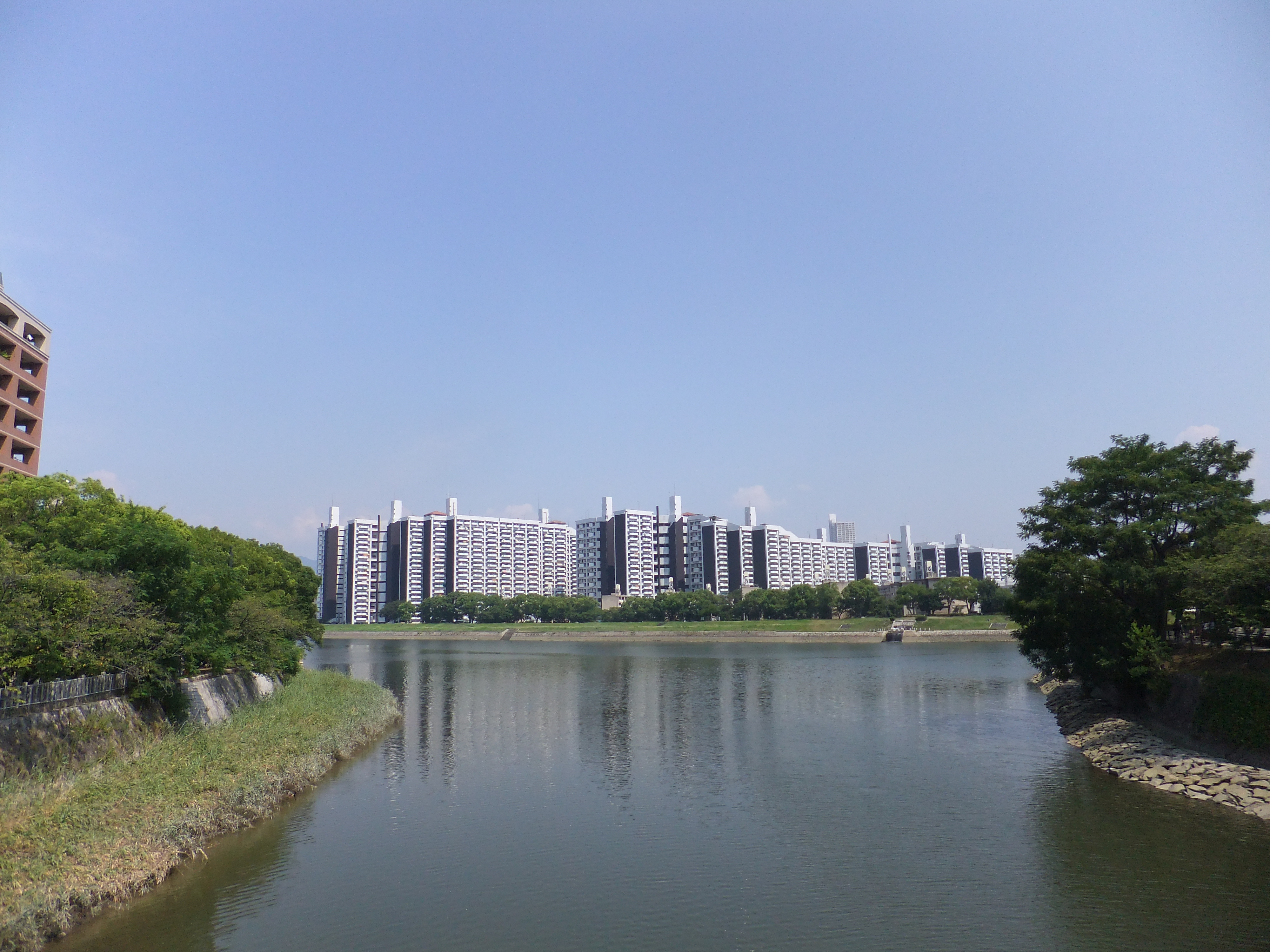
市営基町高層アパート
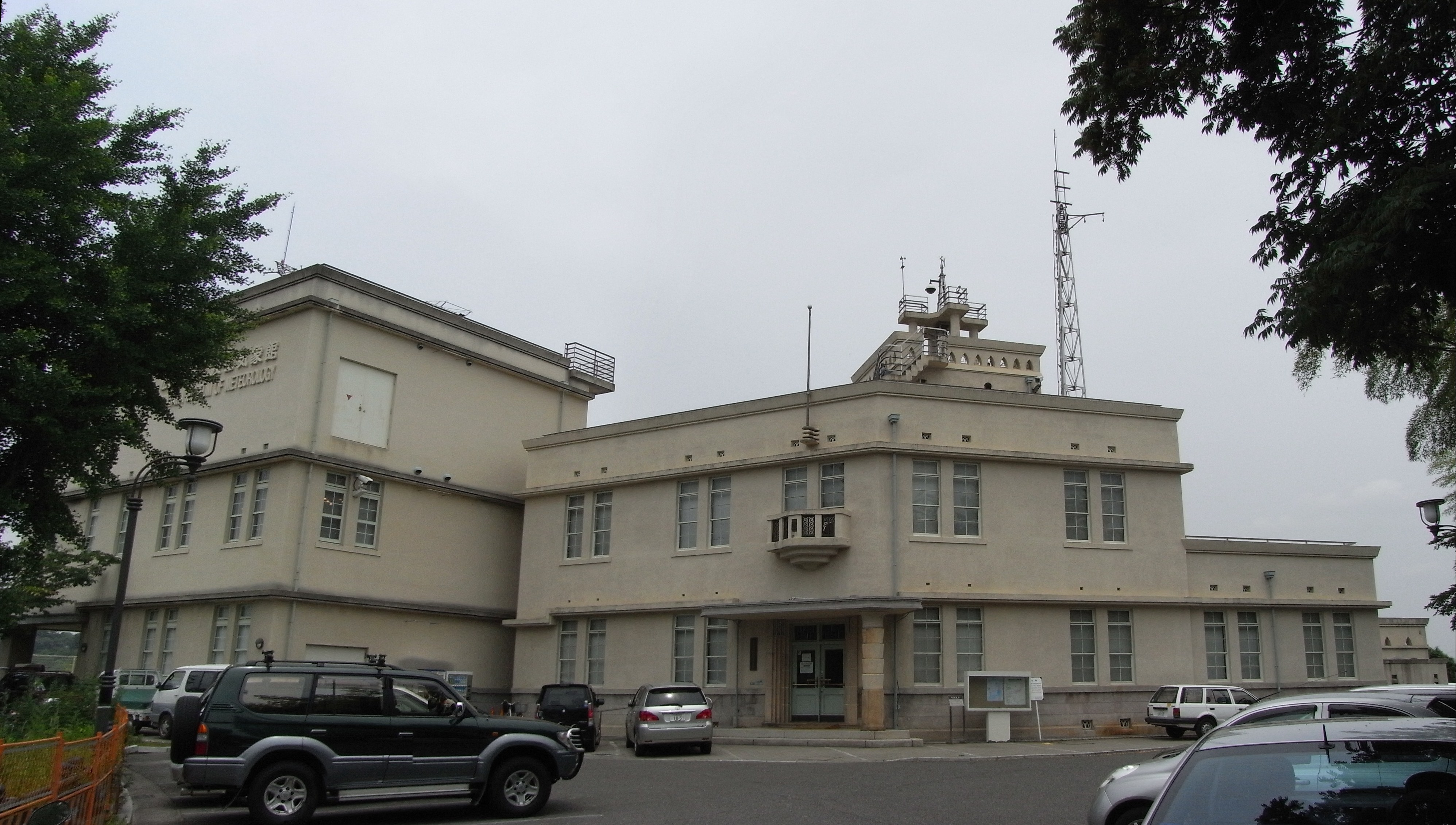
広島市江波山気象館
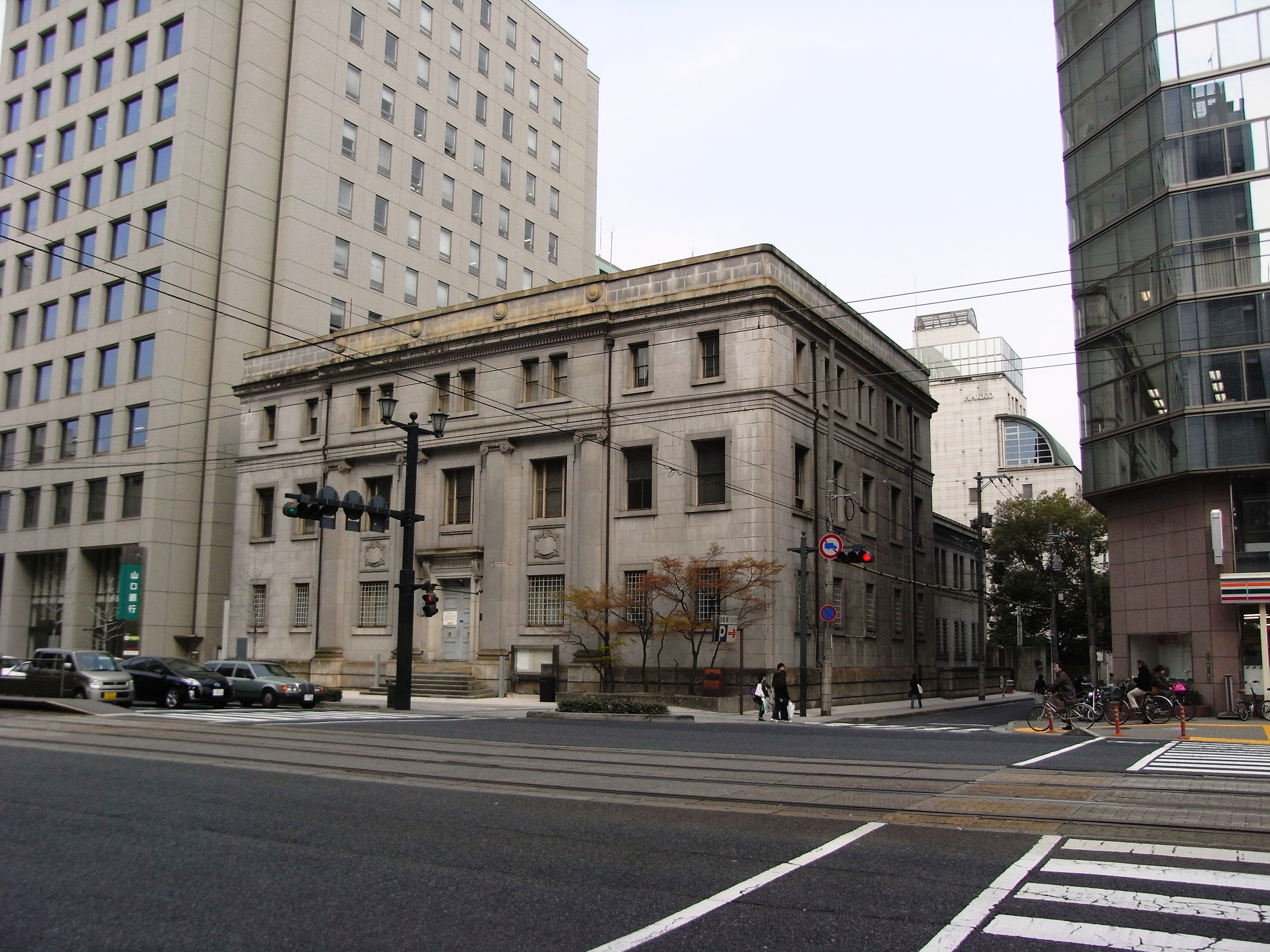
旧日本銀行広島支店
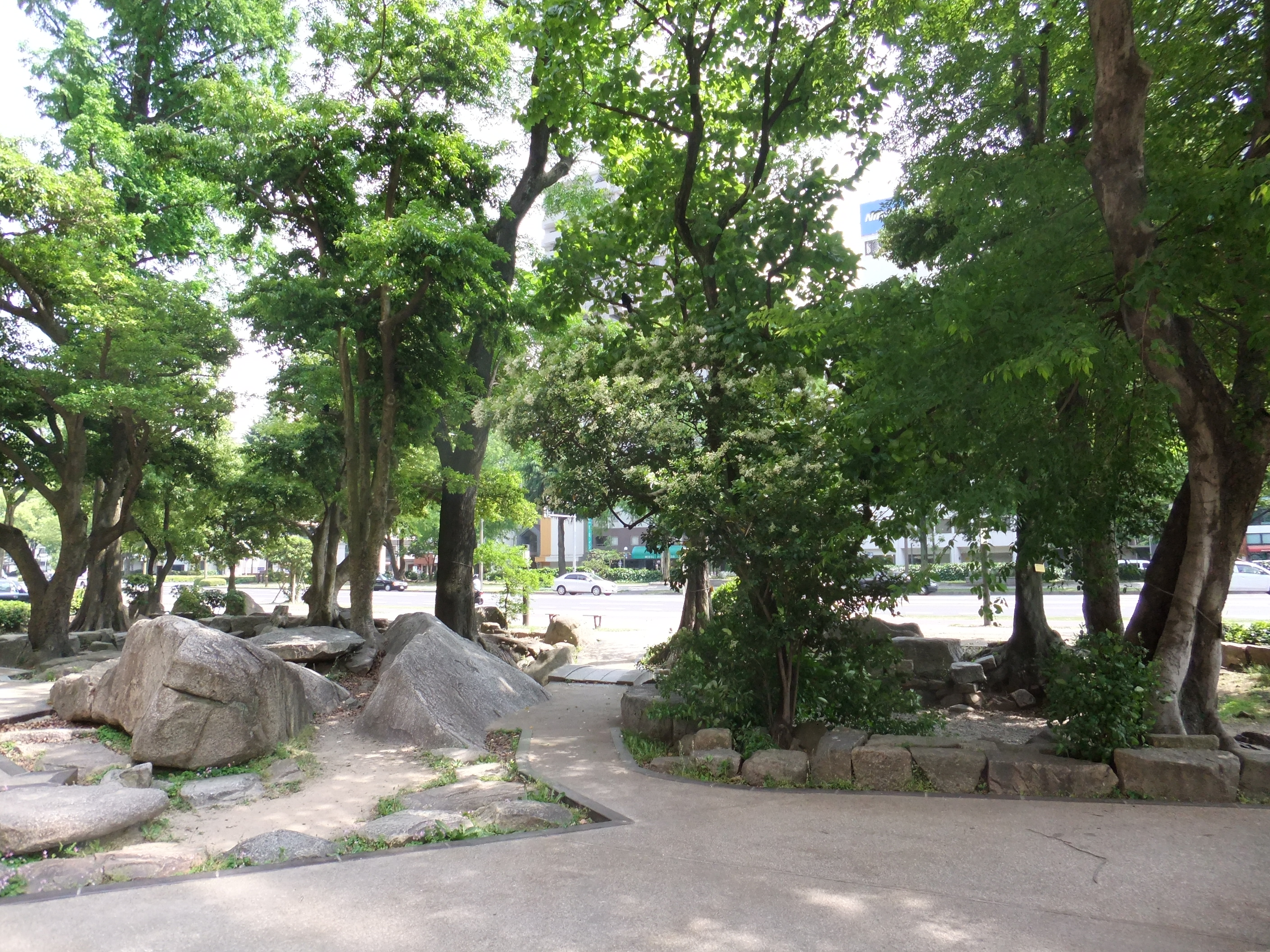
旧国泰寺愛宕池
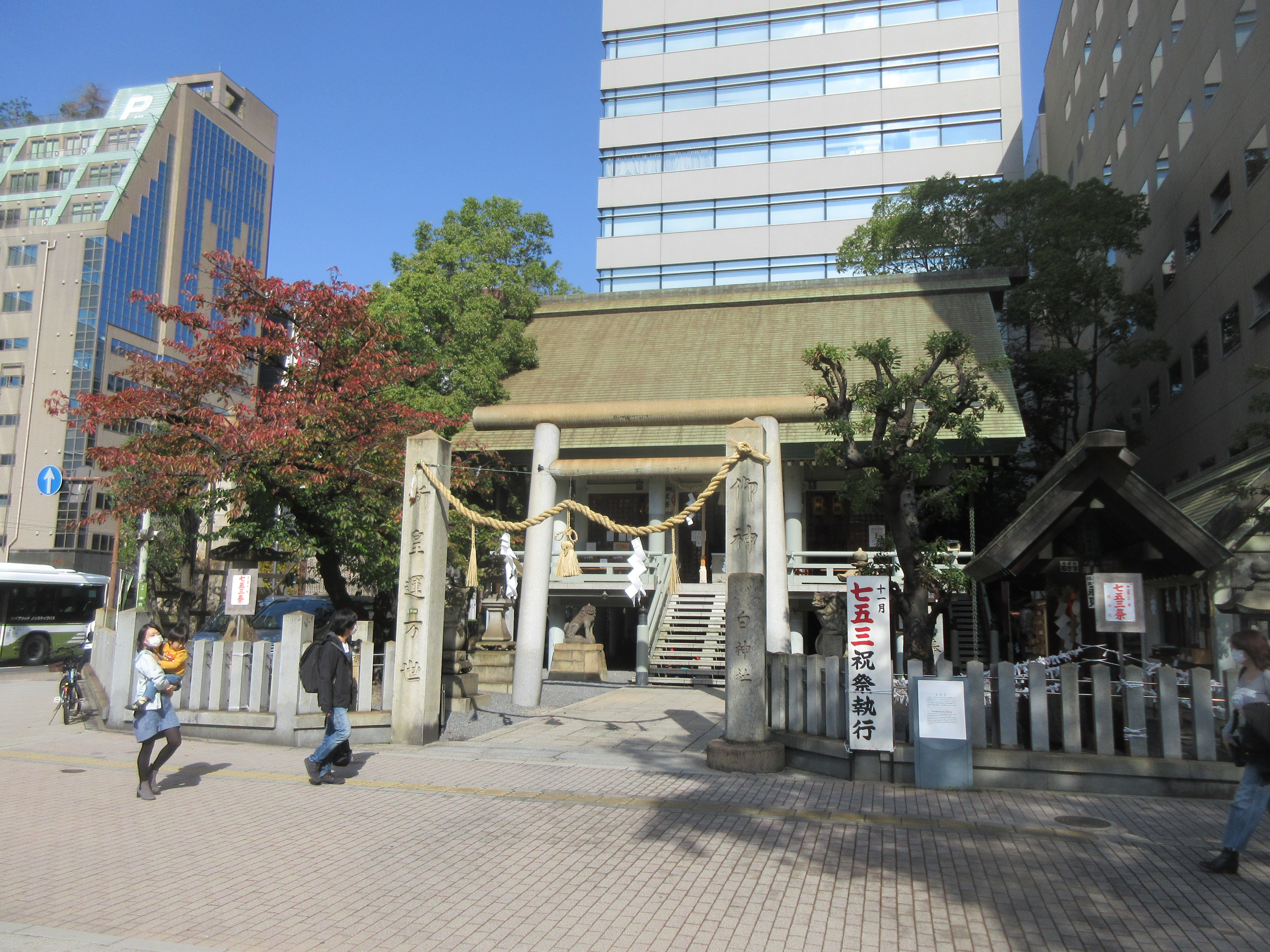
白神社
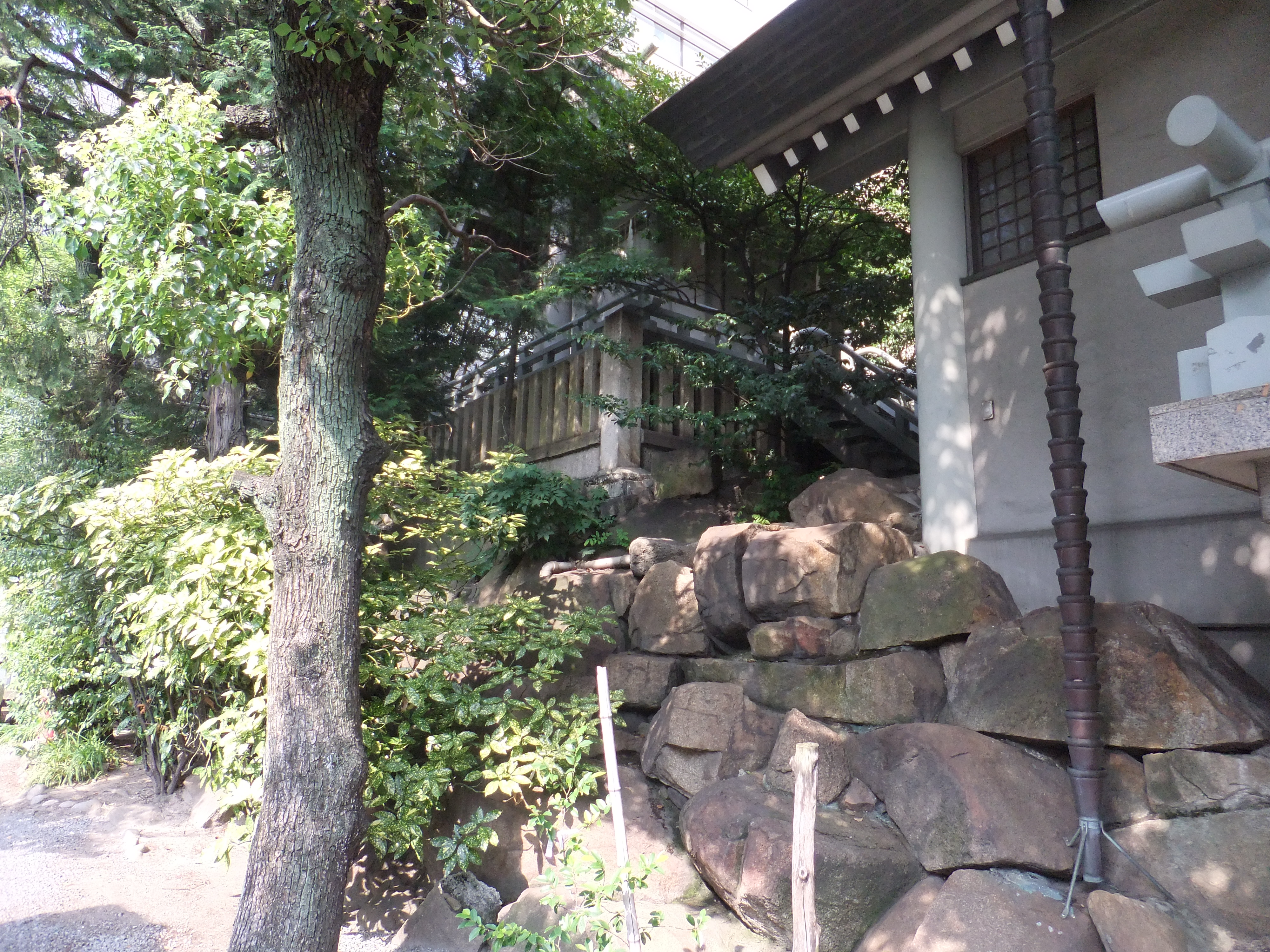
白神社の岩礁
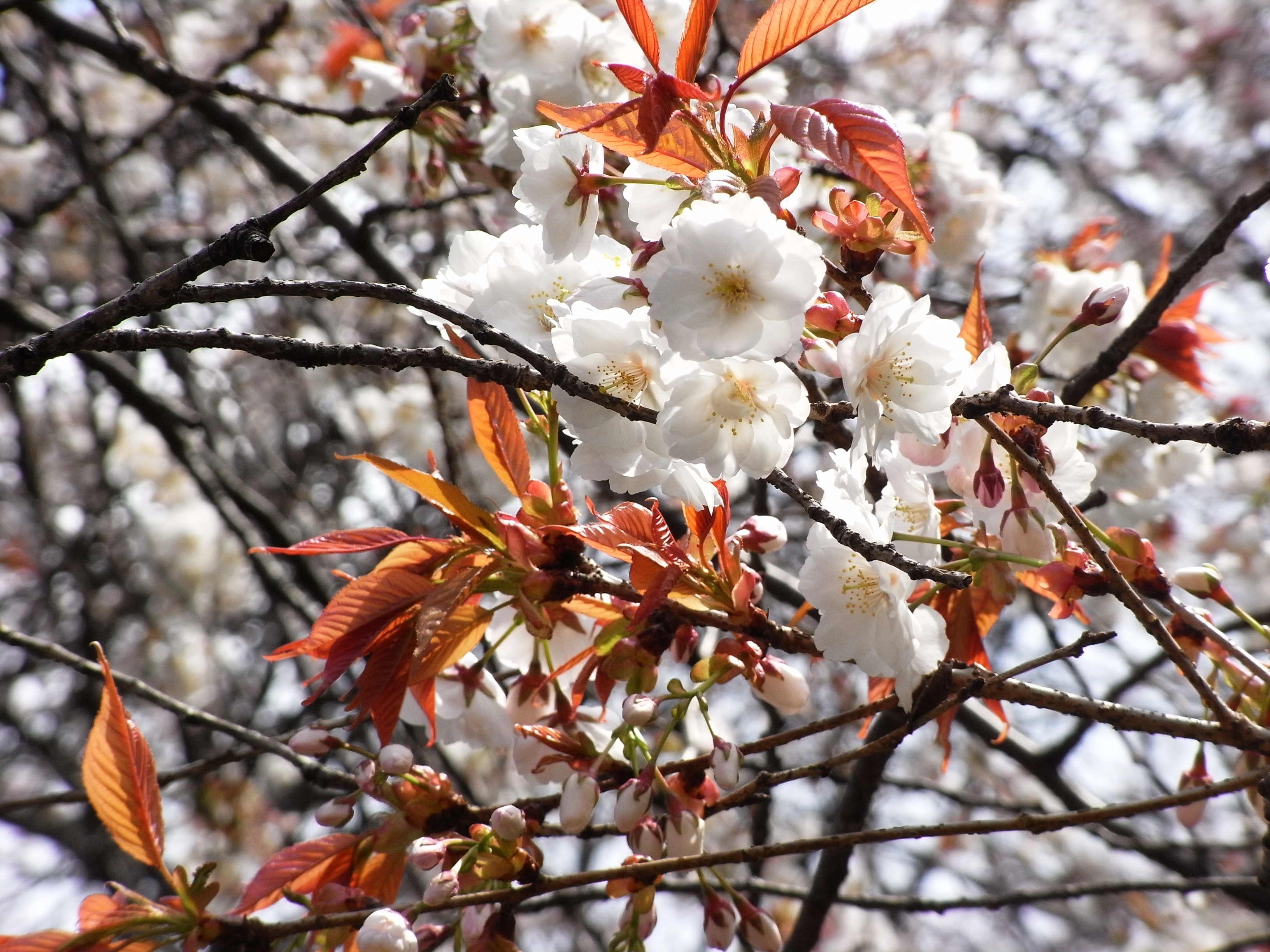
江波山のヤマザクラ

## 出身関連著名人
- 阿川弘之（作家）
- 鈴木三重吉（作家）
- 畑耕一（作家）
- 原民喜（作家）
- 近藤宮子（作詞家）
- 白井戦太郎（映画監督）
- 田邊雅章（映像作家）
- 土井裕泰（映画監督）
- 藤井克彦（映画監督）
- 豊嶋弥左衛門（能楽師）
- 中沢啓治（漫画家）
- 下田次郎（女子教育家）
- 坂村徹（遺伝学者、植物細胞学、生理学者）
- 星野良悦（医学者）
- 新井貴浩（プロ野球広島東洋カープ内野手）
- 今井金太（元プロ野球横浜DeNAベイスターズ育成選手）
- 銭村健一郎（野球選手、フレスノ野球団）
- 田部武雄（プロ野球東京巨人軍選手）
- 中田翔（プロ野球中日ドラゴンズ内野手）
- 山崎隆造（元プロ野球広島東洋カープ選手・二軍監督）
- 應武篤良（元早稲田大学野球部監督）
- 今西和男（元サッカー日本代表DF）
- 下村幸男（元サッカー日本代表GK、日本代表監督）
- 長沼健（元サッカー日本代表FW、日本代表監督）
- 西河翔吾（サッカー選手）
- 内藤克俊（レスリング選手）
- 藤田明（水泳・水球選手）
- 相沢紗世（ファッションモデル、タレント、女優）
- アベフトシ（ギタリスト）
- 緒方かな子（タレント）
- 奥菜恵（女優）
- 上田愛美（タレント・元チェキッ娘・声優）
- 島田洋七（芸人）
- 桜緋紗子（女優）
- 宍戸留美（アイドル、声優）
- 杉村春子（女優）
- 月丘夢路（女優）
- 原田真二（ミュージシャン）
- 原田泰造（ネプチューン）
- 原田実（作家）
- 田中里奈（ファッションモデル）
- ハヤフサヒデト（俳優、映画監督）
- 平幹二朗（俳優）
- ロバート・ボールドウィン（タレント）
- 渕上里奈（歌手）
- 水原玲子（女優）
- Metis（歌手）
- 森下洋子（バレリーナ）
- 山中秀樹（元フジテレビアナウンサー）
- 景山崇人（タカキベーカリー社長）
- 清宮博（富士通社長、電気工学者）
- 田口謙吉（参天製薬創業者）
- 長崎英造（昭和石油初代社長）
- 藤村哲哉（ギャガ・コミュニケーションズ創業者）
- 松田耕平（東洋工業（現・マツダ）社長）
- 松田元（広島東洋カープオーナー）
- 森本弘道（もみじ銀行頭取、山口フィナンシャルグループ会長）
- ゆうたろう (モデル、俳優)